# Liste des Weltdokumentenerbes
Auf dieser Seite sind nach Staaten geordnet die Einträge in dem von der UNESCO im Rahmen des Programms Memory of the World (MoW, Gedächtnis der Welt) geführten Verzeichnis des Weltdokumentenerbes aufgelistet. Seit der letzten Sitzung des Komitees im Jahr 2023 umfasst die Liste des Weltdokumentenerbes 496 Dokumente bzw. Dokumentsammlungen.
Die Zahl am Anfang jeder Zeile bezeichnet das Aufnahmejahr in das Weltdokumentenerbe.

## A

### Ägypten
- 1997 – Dokumentenerbe zum Suezkanal, Kulturabteilung, Ägyptische Botschaft, Paris
- 2005 – Urkunden der ägyptischen Sultane und Prinzen, Ägyptisches Nationalarchiv, Kairo
- 2007 – Illustrierte und illuminierte persische Manuskripte, 14.–19. Jh., Ägyptisches Nationalarchiv, Kairo
- 2013 – Mameluckische Koranmanuskripte der Ägyptischen Nationalbibliothek, Kairo

### AlbanienAlbanien
- 2005 – Codex Purpureus Beratinus, zwei Evangelienhandschriften auf Purpurpergamentblättern, Staatsarchiv in Tirana;

erstens eine griechische Handschrift des Matthäus- und des Markusevangeliums auf 190 Blatt (6. Jahrhundert),
zweitens eine illustrierte Handschrift der Evangelien des Neuen Testaments auf 430 Blatt (9. Jahrhundert).
- 2025 – Nationales Fotografiemuseum Marubi: Archiv von Negativen, Objekten und Dokumenten von Pietro Marubbi und Kel Marubi, Shkodra

### AlgerienAlgerien
- 2017 – Al–Mustamlah Min Kitab Al–Takmila, Biographiensammlung, Originalmanuskript aus dem 14. Jahrhundert, Nationalbibliothek von Algerien, Algier
- 2025 – Kitab Al-Qanun fi Al-Tibb: Das Buch der medizinischen Gesetze (viertes Buch), Nationalbibliothek von Algerien, Algier

### AngolaAngola
- 2011 – Ndembu Archives bzw. Arquivos dos Dembos (gemeinsam mit Portugal)
- 2025 – Zensus von Sklaven in Angola, Kap Verde und Mosambik festgelegt durch das portugiesische Dekret vom 14. Dezember 1854 (1856–1869)

### AnguillaAnguilla
- 2016 – The West India Committee collection; Archivbestand des Wohlfahrtsverbands 'West India Committee' (gemeinsam mit Antigua und Barbuda, Jamaika, Montserrat und dem Vereinigten Königreich)

### Antigua und BarbudaAntigua und Barbuda
- 2016 – The West India Committee collection; Archivbestand des Wohlfahrtsverbands 'West India Committee' (gemeinsam mit Anguilla, Jamaika, Montserrat und dem Vereinigten Königreich)

### ArgentinienArgentinien
- 1997 – Dokumente des Vizekönigtums von Río de la Plata, 18.–19. Jh., Nationalarchiv, Buenos Aires
- 2007 – Dokumentation über Menschenrechtsverletzungen zwischen 1976 und 1983
- 2017 – The Villa Ocampo Documentation Center, Privatbibliothek und Archivalien der Schriftstellerin Victoria Ocampo (gemeinsam mit den Vereinigten Staaten)

### ArmenienArmenien
- 1997 – Manuskriptsammlung von Mashtots Matenadaran, Jerewan, alte armenische Handschriften und herausragende Beispiele armenischer Miniaturen
- 2011 – Erste Forschungsergebnisse des Bjurakan-Observatoriums aus den Jahren 1965–1980
- 2013 – Sammlung von Notenmanuskripten und Filmmusik des Komponisten Aram Chatschaturjan
- 2023 – Sammlung von Werken des Komponisten Komitas Vardapet
- 2025 – Gesetzessammlung von Mkhitar Gosh (um 1200)

### AserbaidschanAserbaidschan
- 2005 – Mittelalterliche Manuskriptsammlung zu Medizin und Pharmazie, Nationale Akademie der Wissenschaften, Baku
- 2017 – Manuskriptkopie des Divan von Muhammad Fuzūlī von 1572, Baku
- 2023 – Blumenbuch von Khurshidbanu Natavan – Album mit illustrierten Versen

### AustralienAustralien

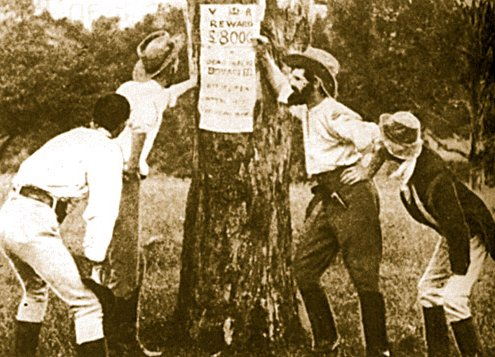
Szene aus dem Film The Story of the Kelly Gang aus dem Jahre 1906

- 2001 – Logbücher von James Cook, 1768–1771, Australische Nationalbibliothek, Canberra
- 2001 – Manuskripte zum „Mabo“-Gerichtsprozess, 1992, Australische Nationalbibliothek, Canberra, Rechtsurteil zu den Landrechten der indigenen Bevölkerung
- 2007 – „The Story of the Kelly Gang“ (1906), 1. Langspielfilm der Welt, 1. Vorführung am 26. Dezember 1906, ursprüngliche Spielzeit ca. 70 Minuten, rudimentär erhalten
- 2007 – Verurteilten-Protokolle: Schriftliche Aufzeichnungen über die Deportation 165.000 britischer Sträflinge nach Australien zwischen 1788 und 1868
- 2009 – Manifest der Queensland Labour Party für die Bevölkerung von Queensland (vom 9. September 1892)
- 2017 – Glasplattennegative des Hafens von Sydney; drei riesenhafte Glasplattennegative von 1875, State Library of New South Wales, Sydney
- 2025 – Archive von der Expedition von D’Entrecasteaux von 1791 bis 1794 (gemeinsam mit Frankreich)

### AthiopienÄthiopien
- 1997 – Schätze des Nationalarchivs und der Bibliotheksvereinigung Äthiopiens, 14.–20. Jh., Nationalarchiv und Nationalbibliothek, Addis Abeba

## B

### BahamasBahamas
- 2009 – Tagebuch des Plantagenbesitzers Charles Farquharson der Jahre 1831 und 1832
- 2009 – Sklavenregister aus der Britischen Karibik, 1817–1834 (gemeinsam mit Belize, Dominica, Jamaika, St. Kitts und Nevis, Trinidad und Tobago und dem Vereinigten Königreich)

### BahrainBahrain
- 2025 – Keilschriftliche Inschriften der Dilmun-Könige auf Steingefäßen von ca. 1700 v. Chr.

### BangladeschBangladesch
- 2017 – Rede vom 7. März 1971 von Mujibur Rahman zur Unabhängigkeit von Bangladesch

### BarbadosBarbados
- 2003 – Dokumentarisches Erbe der versklavten Menschen der Karibik, 17.–19. Jh.
- 2009 – Archivsammlung aus der Westindischen Föderation, 1958–1962
- 2009 – Nita-Barrow-Sammlung, 1980–1990
- 2011 – Dokumentensammlung The Silver Men über die Migration von Arbeitern von den westindischen Inseln beim Bau des Panamakanals (gemeinsam mit Jamaika, Panama, Saint Lucia, dem Vereinigten Königreich und den Vereinigten Staaten)
- 2015 – Schriftstücke der West Indian Commission der Karibischen Gemeinschaft
- 2017 – An African Song or Chant from Barbados (gemeinsam mit dem Vereinigten Königreich)

### BelarusBelarus
- 2009 – Radziwiłł-Archive und Sammlung der Bibliothek Njaswisch (Nieśwież), 15.–20. Jh. (gemeinsam mit Finnland, Litauen, Polen, Russland und der Ukraine)
- 2017 – Dokument zur Gründung der Union von Lublin (zusammen mit der Ukraine, Polen, Lettland und Litauen)

### BelgienBelgien

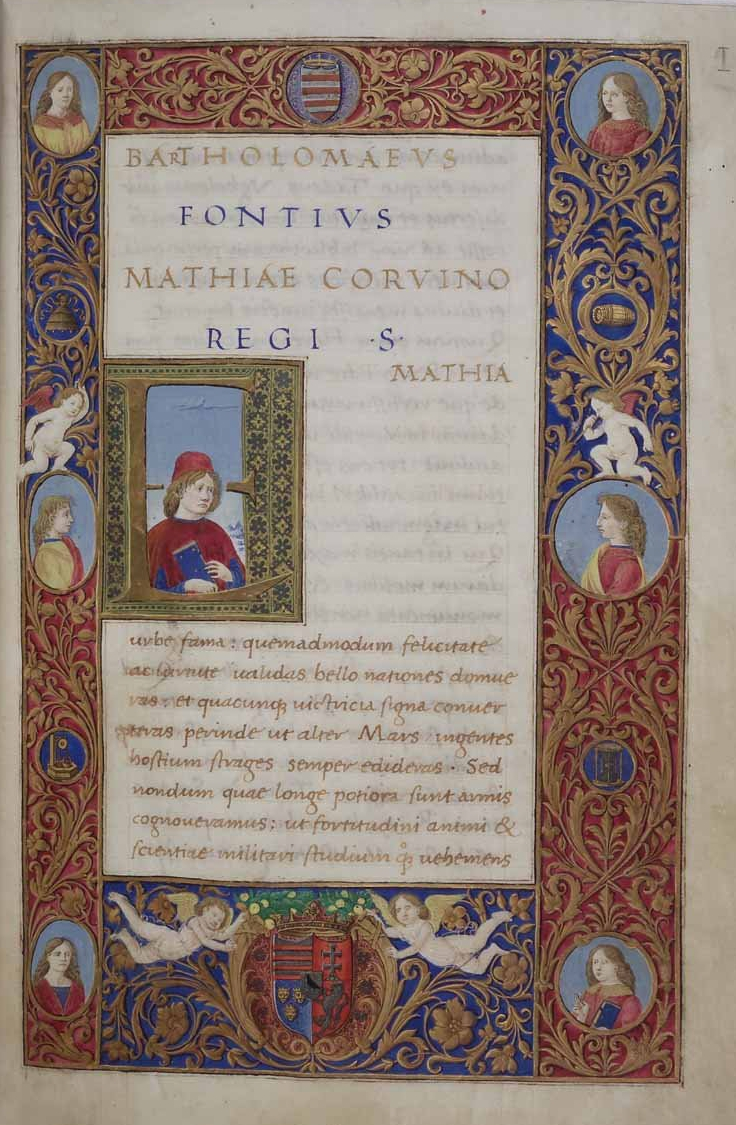
Titelblatt des Cod. Guelf. 43 Aug 2° (Herzog August Bibliothek, Wolfenbüttel) aus der Bibliotheca Corviniana

- 2001 – Geschäftsarchiv der Officina Plantiniana, Plantin-Moretus-Museum, 1555–1876, Antwerpen
- 2005 – Renaissance-Bibliothek des Mathias Corvinus – Bibliotheca Corviniana, 15. Jh. (gemeinsam mit Deutschland, Frankreich, Italien, Österreich und Ungarn)
- 2009 – Archive der Insolvente Boedelskamer Antwerpen, 1500–1800
- 2013 – Archiv der alten Universität Löwen (1425–1797)
- 2013 – Arbeiten von Paul Otlet und Henri La Fontaine aus dem 19. Jahrhundert zur Entwicklung einer neuen Art von Bibliothekskatalogen, dem Répertoire Bibliographique Universel.
- 2023 – Dokumente zur Geschichte der Hanse (gemeinsam mit Dänemark, Deutschland, Estland, Lettland und Polen)

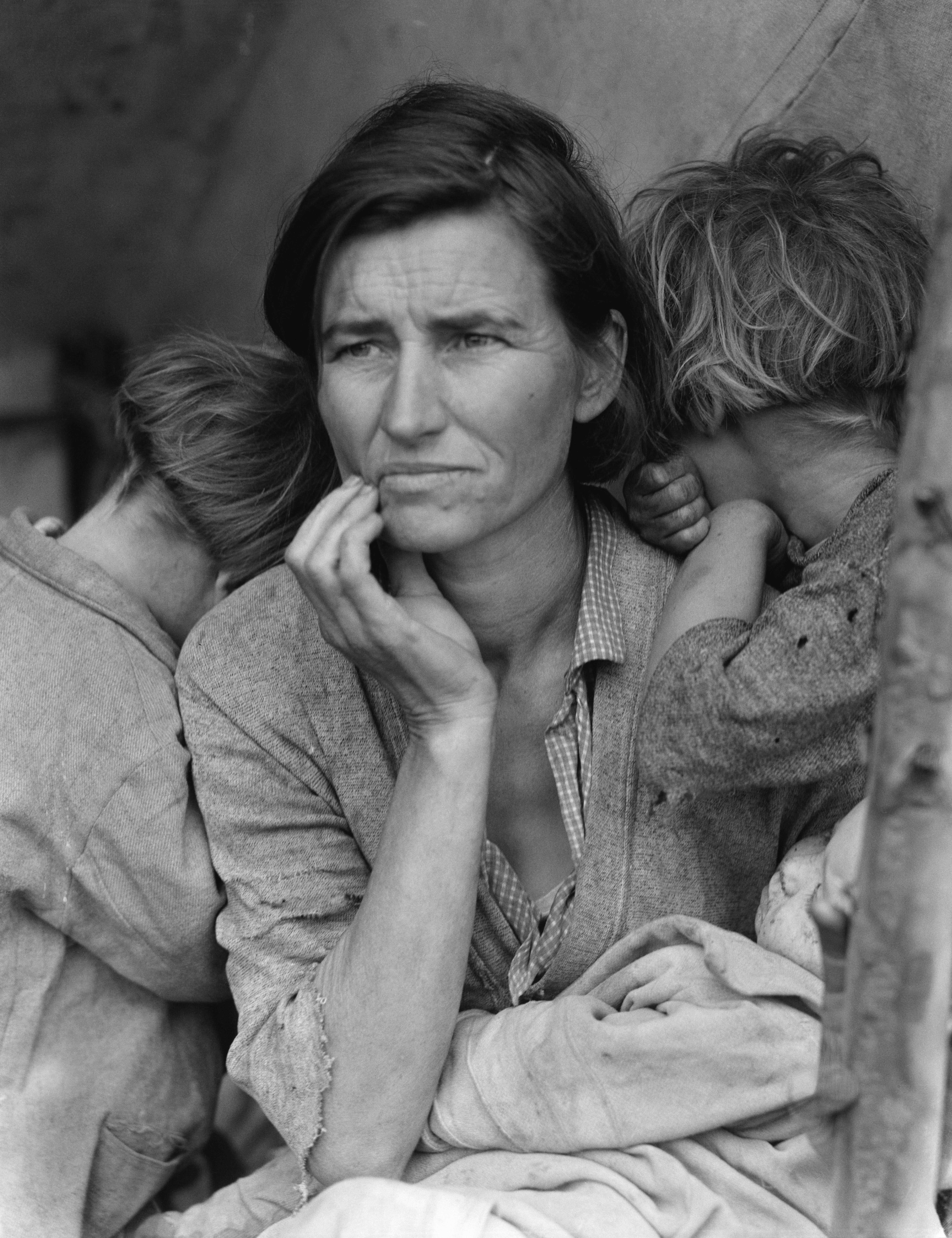
Bild aus der Fotoausstellung „The Family of Man“

- 2023 – Archiv der Internationalen Solvay-Konferenzen für Physik und Chemie (1910–1962) (gemeinsam mit Frankreich)
- 2025 – Von den Bollandisten benutzte Archive, Stiche und Manuskripte (17.–18. Jahrhundert)

### DEU

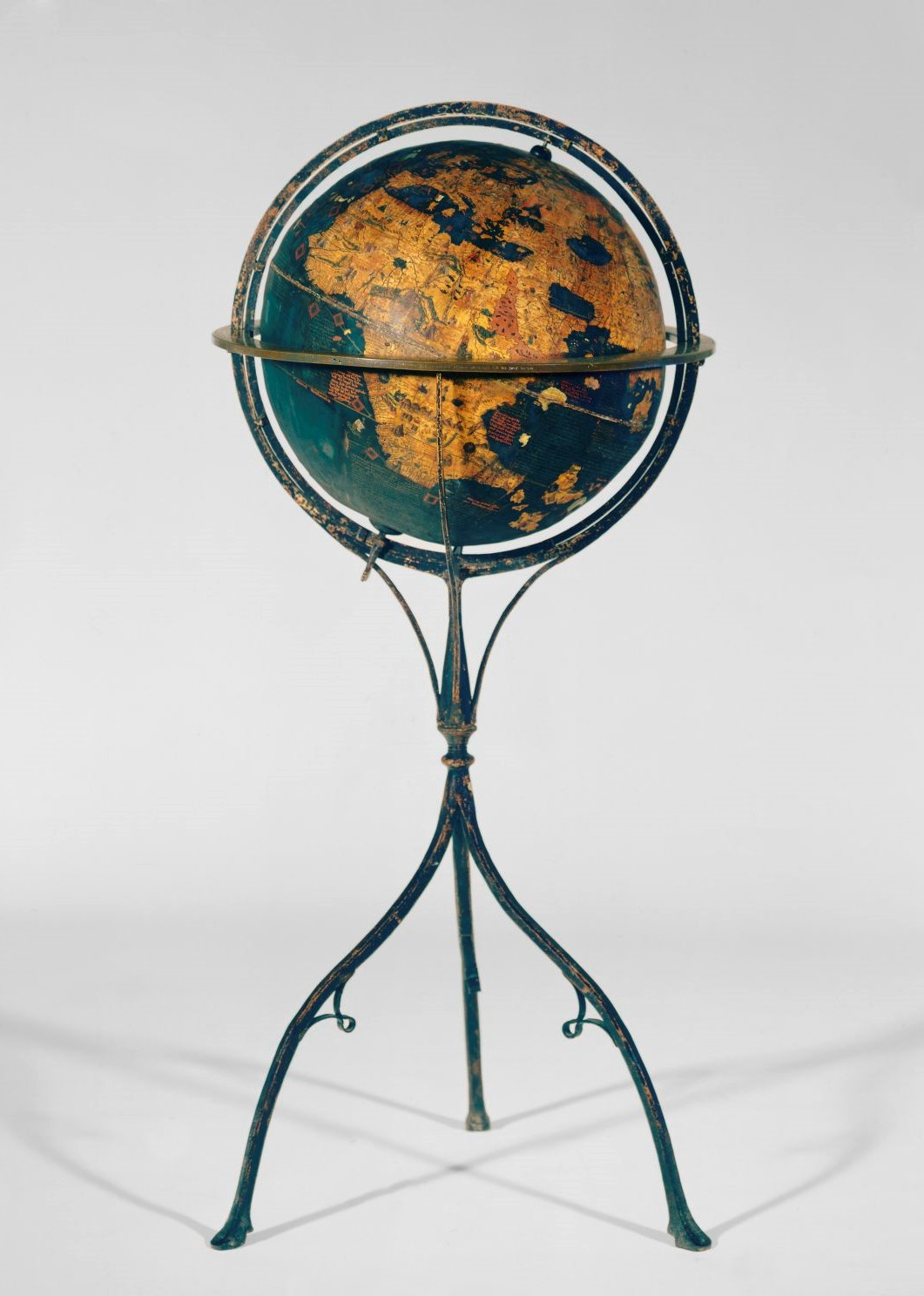
Behaim-Globus, 1492/94, Germanisches Nationalmuseum

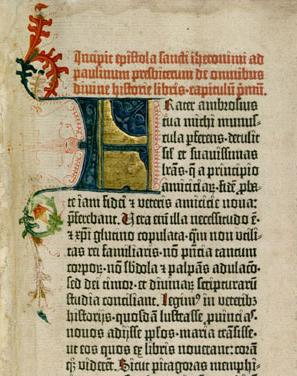
Gutenberg-Bibel

### BelizeBelize
- 2009 – Sklavenregister aus der Britischen Karibik, 1817–1834 (gemeinsam mit den Bahamas, Dominica, Jamaika, St. Kitts und Nevis, Trinidad und Tobago und dem Vereinigten Königreich)

### BeninBenin
- 1997 – Archivalien der Kolonialzeit (Colonial Archives), Nationalarchiv, Porto-Novo

### BolivienBolivien
- 2007 – Amerikanische Kolonialmusik, 16.–18. Jh., Nationalarchiv (Biblioteca Nacional de Bolivia), Sucre (gemeinsam mit Kolumbien, Mexiko, Peru)
- 2011 – Dokumentensammlung des Real Audiencia von Charcas aus der Zeit von 1561 bis 1825, Nationalarchiv (Biblioteca Nacional de Bolivia), Sucre
- 2013 – Dokumentarische Sammlung zum Leben und Werk von Ernesto Che Guevara (gemeinsam mit Kuba), Archiv der Zentralbank von Bolivien, La Paz (für Bolivien)
- 2013 – Sammlung kirchlicher Musikmanuskripte der Kathedrale von La Plata

### Bosnien und HerzegowinaBosnien und Herzegowina
- 2017 – The Sarajevo Haggaddah manuscript
- 2017 – Manuskriptsammlung der Gazi-Husrev-Beg-Bibliothek in Sarajevo

### BrasilienBrasilien
- 2003 – Kaiserliche Sammlungen ausländischer und brasilianischer Fotografien, 19. Jh., Brasilianisches Nationalarchiv, Brasília
- 2011 – Archive der Niederländischen Westindien-Kompanie (gemeinsam mit Ghana, Guyana, den Niederlanden, den Niederländischen Antillen, Suriname, dem Vereinigten Königreich und den Vereinigten Staaten)
- 2011 – Netzwerk der Propaganda und Gegenpropaganda zum Militärregime in Brasilien (1964–1985)
- 2013 – Dokumente zu den Reisen des Kaisers Pedro II. durch Brasilien und ins Ausland
- 2013 – Architekturarchiv Oscar Niemeyer (fast 9.000 Dokumente, Skizzen, Zeichnungen)
- 2015 – Ikonographische und kartographische Darstellungen des Tripel-Allianz-Kriegs (gemeinsam mit Uruguay)
- 2015 – Fundo Comitê de Defesa dos Direitos Humanos para os Países do Cone Sul (CLAMOR) – Dokumente zum Komitee zur Verteidigung der Menschenrechte im Südkegel (gemeinsam mit Uruguay)
- 2017 – Dokumente des Komponisten Antonio Carlos Gomes (gemeinsam mit Italien)
- 2017 – Collection Educator Paulo Freire, Dokumente des Pädagogen Paulo Freire
- 2017 – Nise da Silveira Personal Archive, das persönliche Archiv der Psychiaterin Nise da Silveira
- 2023 – Feminismus, Wissenschaft und Politik – Das Erbe von Bertha Lutz

### BulgarienBulgarien
- 2011 – Enina Apostolos, Fragment eines religiösen Textes in kyrillischer Schrift aus dem 11. Jahrhundert, Nationalbibliothek der Heiligen Kyrill und Method, Sofia
- 2017 – Synodikon von König Boril, 14. Jahrhundert
- 2017 – Evangeliar von Zar Ivan Alexander (zusammen mit Vereinigtem Königreich)
- 2023 – Mawlanas Kulliyat (Das Gesamtwerk Mawlanas) (gemeinsam mit Deutschland, Iran, Tadschikistan, Türkei und Usbekistan)

### Burkina FasoBurkinaFaso
- 2023 – Archiv der Internationalen Bewegung ATD Vierte Welt in Frankreich und Burkina Faso von 1957 bis 1992 (gemeinsam mit Frankreich)

## C

### ChileChile
- 2003 – Menschenrechtsarchiv über die Militärdiktatur, 1973–1989, Santiago de Chile (Teil der Sammlung des Museo de la Memoria y los Derechos Humanos)
- 2003 – Aufzeichnungen über die Jesuiten von Amerika, 17.–18. Jh., Nationalarchiv (Chilenische Nationalbibliothek), Santiago de Chile
- 2013 – Sammlung von gedruckter Volkspoesie Lira popular, Nationalarchiv (Biblioteca Nacional de Chile) und Universidad de Chile, Santiago de Chile

### China VolksrepublikVolksrepublik China
- 1997 – Sammlung traditioneller chinesischer Musik, Forschungsinstitut für Musik der Akademie der Künste Chinas, Peking
- 1999 – Akten des Großen Sekretariats der Qing (chinesisch 清朝內閣秘本檔案, Pinyin Qīngcháo nèigé mìběn dàng’àn), 17. Jh., Erstes Historisches Archiv von China, Palastmuseum, Peking
- 2003 – Alte Naxi Dongba-Literaturmanuskripte, Lijiang
- 2005 – Goldene Listen der Palastprüfungen der Qing (chinesisch 清朝金榜, Pinyin Qīngcháo jīn bǎng), 17. Jh.
- 2007 – Archiv der Yangshi-Lei-Palastbauten aus der Qing-Dynastie, 17.–20. Jh.
- 2011 – Bencao Gangmu (chinesisch 本草綱目 / 本草纲目, Pinyin Běncǎo Gāngmù, ‚Das Buch heilender Kräuter‘), ein historisches Buch über chinesische Kräuter und Arzneidrogen aus dem 16. Jahrhundert
- 2011 – Huangdi neijing (新刊黄帝内经), das „Buch des Gelben Kaisers zur Inneren Medizin“, eines der ältesten Standardwerke der chinesischen Medizin
- 2013 – Qiaopi- und Yinxin-Briefe (侨批档案), Briefe von Überseechinesen nach China
- 2013 – Tibetrelevante Akten aus Archiven der Yuan-Dynastie (元代档案中有关西藏归属问题的档案)
- 2015 – Dokumente zum Massaker von Nanking (侵华日军南京大屠杀相关专题档案 五组)
- 2017 – Archive der Seidenfertigung in Suzhou (Jiangsu)
- 2017 – Orakelknochen mit Inschriften aus der Fundstätte bei Anyang
- 2017 – Sammlung offizieller Akten zu Macau aus der Zeit der Qing-Dynastie (1693–1886) (gemeinsam mit Portugal)
- 2023 – Die vier Abhandlungen der tibetischen Medizin

China (Macao Special Administrative Region):
- 2023 – Archive und Manuskripte des Kong Tac Lam Tempels, Macao (1645–1980)

### Costa RicaCostaRica
- 2017 – Dekret zur Abschaffung der Armee in Costa Rica
- 2017 – Archiv des Central American Court of Justice, des ersten internationalen Gerichtshofs

### CuraçaoCuraçao
- 2009 – Catecismo Corticu, der erste Katechismus in Papiamento
- 2011 – Archiv der Middelburgsche Commercie Compagnie (gemeinsam mit den Niederlanden und Suriname)

## D

### DanemarkDänemark

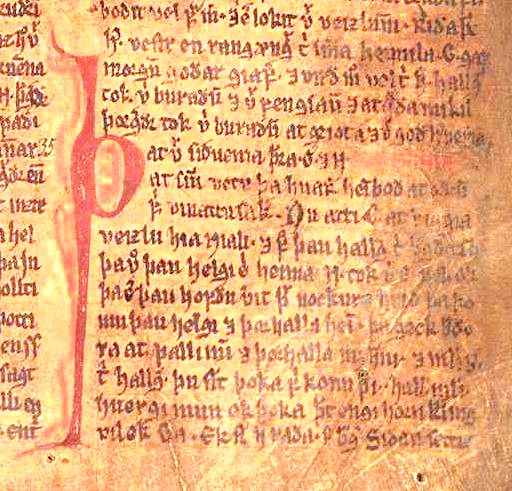
Möðruvallabók (AM 132 fol.13r) aus der Arnamagnäanischen Sammlung

- 1997 – Søren Kierkegaard Archiv, Handschriftenabteilung der Königlichen Bibliothek, Kopenhagen
- 1997 – Linné-Sammlung, Publikationen von und über Carl von Linné und seine Schüler, Dänische Nationalbibliothek für Naturwissenschaften und Medizin, Kopenhagen
- 1997 – Manuskripte und Briefe Hans Christian Andersens, Handschriftenabteilung der Königlichen Bibliothek, Kopenhagen
- 1997 – Archiv der dänischen überseeischen Handelsgesellschaften, Dänisches Nationalarchiv, Kopenhagen
- 2007 – Sundzoll-Register, seit dem 15. Jh., Dänisches Nationalarchiv, Kopenhagen
- 2007 – Dokumentensammlung El Primer Nueva Coronica y Buen Gobierno, Dänische Königliche Bibliothek, Kopenhagen
- 2009 – Manuskripte der Arnamagnäanische Sammlung (gemeinsam mit Island), seit dem 12. Jh., Arnamagnäanisches Institut, Reykjavík
- 2011 – Reich illustrierte Hamburger Bibel (auch Bertoldus-Bibel) von 1255 (MS. GKS 4 2°), Dänische Königliche Bibliothek, Kopenhagen
- 2023 – Dokumente zur Geschichte der Hanse (gemeinsam mit Belgien, Deutschland, Estland, Lettland und Polen)

### DeutschlandDeutschland

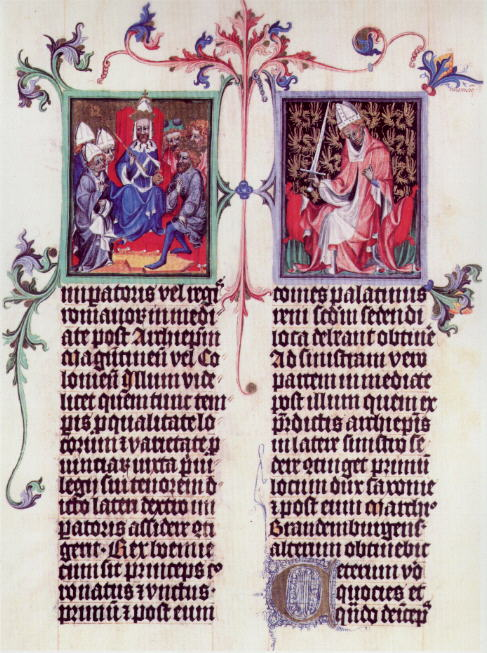
Seite aus einer Handschrift der Goldenen Bulle, die 1400 von König Wenzel in Auftrag gegeben wurde.
Links: Der Kaiser in einer blauen Tunika; vom Künstler wurden ihm sechs Kurfürsten beigesellt, da er selbst als König von Böhmen einer der sieben Kurfürsten war.
Rechts: Der Kölner Erzbischof als Kurfürst.

- 1999 – Älteste Tondokumente traditioneller Musik 1893–1952 (Edison-Zylinder) (1893–1952), Berliner Phonogramm-Archiv, Völkerkundemuseum, Berlin
- 2001 – Gutenberg-Bibel, um 1450, Niedersächsische Staats- und Universitätsbibliothek Göttingen
- 2001 – Goethes literarischer Nachlass, Goethe- und Schiller-Archiv, Weimar
- 2001 – Ludwig van Beethoven – Symphonie Nr. 9, d-Moll, op. 125, Staatsbibliothek, Berlin, Beethoven-Haus, Bonn, Bibliothèque nationale de France, Paris (gemeinsam mit Frankreich)
- 2001 – „Metropolis“ (1927), Stummfilm von Fritz Lang, Friedrich-Wilhelm-Murnau-Stiftung, Wiesbaden
- 2003 – Reichenauer Handschriften, 10.–11. Jh., u. a. Codex Egberti (Stadtbibliothek Trier), Bamberger Apokalypse (Staatsbibliothek Bamberg) und Gero-Codex (Universitäts- und Landesbibliothek Darmstadt) (gemeinsam mit Frankreich und Italien)
- 2005 – Kinder- und Hausmärchen der Brüder Grimm, Grimmwelt Kassel und Universität Kassel

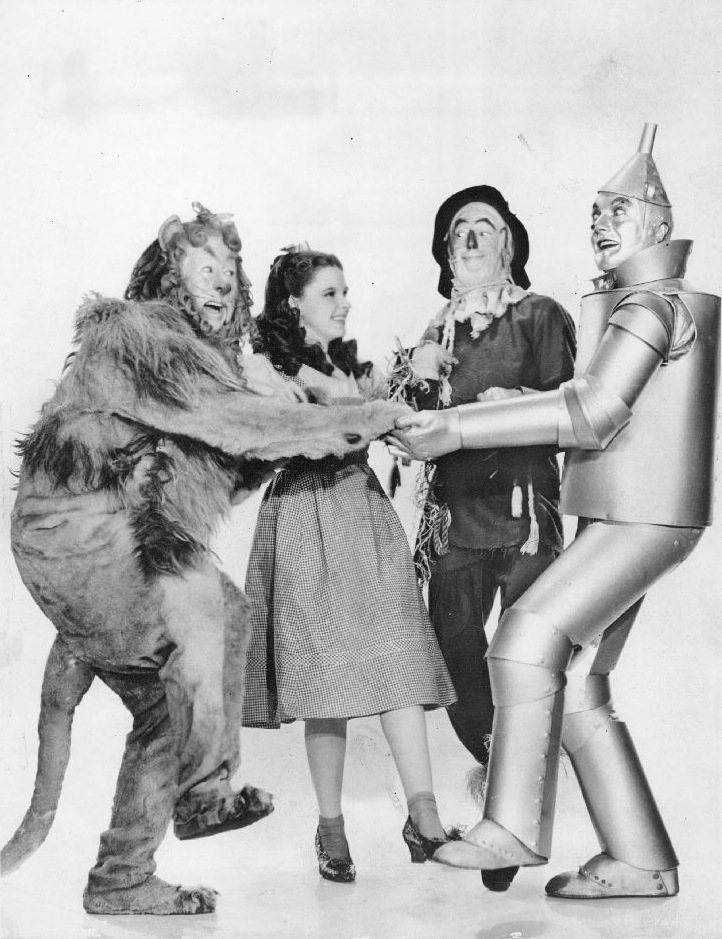
Szene aus dem Film Der Zauberer von Oz (1939)

- 2005 – Waldseemüllerkarte von 1507, seit 2003 im Besitz der Library of Congress, Washington, D.C. (gemeinsam mit den Vereinigten Staaten)
- 2005 – Renaissance-Bibliothek des Mathias Corvinus – Bibliotheca Corviniana, 15. Jh. (gemeinsam mit Belgien, Frankreich, Italien, Österreich und Ungarn)
- 2007 – Briefwechsel von Gottfried Wilhelm Leibniz, Gottfried Wilhelm Leibniz Bibliothek – Niedersächsische Landesbibliothek, Hannover
- 2009 – Nibelungenlied, die drei Haupthandschriften Bayerische Staatsbibliothek, München (Hs. A) / Stiftsbibliothek St. Gallen (Hs. B) / Badische Landesbibliothek, Karlsruhe (Hs. C) (gemeinsam mit der Schweiz)
- 2011 – Benz-Patent von 1886, Mercedes-Benz AG Archive und Sammlung, Fellbach
- 2011 – Zwei-plus-Vier-Vertrag und 14 weitere Dokumente zum Bau und Fall der Berliner Mauer, u. a. Politisches Archiv des Auswärtigen Amts der Bundesrepublik Deutschland, Berlin
- 2013 – Lorscher Arzneibuch, Staatsbibliothek Bamberg
- 2013 – Himmelsscheibe von Nebra, Landesmuseum für Vorgeschichte Halle
- 2013 – Goldene Bulle (gemeinsam mit Österreich)
- 2013 – Schriften von Karl Marx (Manifest der Kommunistischen Partei und Das Kapital. Band I) (gemeinsam mit den Niederlanden)
- 2015 – Ausgewählte Sammlungen der weltweiten Sprachenvielfalt im Sprachenarchiv des Max-Planck-Institut für Psycholinguistik, Nijmegen (gemeinsam mit den Niederlanden)
- 2015 – Frühe Schriften der Reformationsbewegung
- 2015 – Autograph der h-Moll-Messe von Johann Sebastian Bach, Staatsbibliothek zu Berlin
- 2015 – Goldener Brief von 1756, Gottfried Wilhelm Leibniz Bibliothek – Niedersächsische Landesbibliothek, Hannover (gemeinsam mit Myanmar und dem Vereinigten Königreich)
- 2015 – Kitab al-Masalik wa-l-Mamalik von al-Istachrī, Forschungsbibliothek Gotha (gemeinsam mit dem Iran)
- 2015 – Digitale Sammlungen zur Sprachenvielfalt, Max-Planck-Institut für Psycholinguistik, Nimwegen (gemeinsam mit den Niederlanden)
- 2017 – Tondokumente und Prozessakten des ersten Auschwitz-Prozesses, Hessisches Landesarchiv – Hessisches Hauptstaatsarchiv Wiesbaden
- 2017 – Papyrus der Constitutio Antoniniana in den Gießener Papyrussammlungen, Universitätsbibliothek Gießen
- 2023 – Codex Manesse, Universitätsbibliothek Heidelberg
- 2023 – Behaim-Globus, Germanisches Nationalmuseum, Nürnberg
- 2023 – Dokumente zur Geschichte der Hanse, u. a. Archiv der Hansestadt Lübeck (gemeinsam mit Belgien, Dänemark, Estland, Lettland und Polen)
- 2023 – Karolingische Handschriften aus der Hofschule Kaiser Karls des Großen mit dem Ada-Evangeliar in der Stadtbibliothek Trier (gemeinsam mit Frankreich, dem Vereinigten Königreich, Österreich und Rumänien)[3]
- 2023 – Mawlanas Kulliyat (Das Gesamtwerk Mawlanas) (gemeinsam mit Bulgarien, Iran, Tadschikistan, Türkei und Usbekistan)
- 2023 – Shoah, von Claude Lanzmann, restauriertes 35-mm-Negativ; Audioarchiv Zeugen der Geschichte der Shoah, 200 Stunden (gemeinsam mit Frankreich)
- 2025 – Zeichnungen und Schriften von Kindern und Jugendlichen in Kriegszeiten in Europa 1914–1950 (Deutschland: Kinderzeichnungen zum 1. Weltkrieg im Museum Elbinsel Wilhelmsburg, Weltkriegs-Zeichnungen von Ernst Hopp im Institut für Personengeschichte Bensheim, Sammlung Wilhelm Daiber im Schulmuseum Nürnberg, Sammlung Julo Levin im Stadtmuseum Düsseldorf, Saarbrücker Danke-Buch im Stadtarchiv Saarbrücken)
- 2025 – Ausgewählte Röntgenbilder von Wilhelm Conrad Röntgen, Deutsches Röntgen-Museum Remscheid
- 2025 – Friedrich Nietzsches literarischer Nachlass, Klassik Stiftung Weimar (gemeinsam mit der Schweiz)
- 2025 – Münchner Handschrift des Babylonischen Talmud, Bayerische Staatsbibliothek

### DominicaDominica
- 2009 – Sklavenregister aus der Britischen Karibik, 1817–1834 (gemeinsam mit den Bahamas, Belize, Jamaika, St. Kitts und Nevis, Trinidad und Tobago und dem Vereinigten Königreich)

### Dominikanische RepublikDominikanische Republik
- 2009 – Buch der Sklaventaufen (1636–1670)
- 2009 – Dokumentenerbe über die Entwicklung der Menschenrechte in der Dominikanischen Republik, 1930–1961

## E

### EcuadorEcuador
- 2015 – Dokumentarisches Erbe des salesianischen Apostolischen Vikariats im ecuadorianischen Amazonas aus der Zeit 1890–1930, Instituto Nacional de Patrimonio Cultural, Quito

### El SalvadorEl Salvador
- 2017 – Archivsammlung von und über Ignacio Ellacuría: Historical Reality and Liberation, Societas Jesu, Provinz Zentralamerika, El Salvador

### EstlandEstland
- 2009 – Dokumente zum Baltischen Weg – Menschenkette am 23. August 1989, die die drei Staaten in ihrem Wunsch für Freiheit verbindet (gemeinsam mit Lettland und Litauen)
- 2023 – Dokumente zur Geschichte der Hanse (gemeinsam mit Belgien, Dänemark, Deutschland, Lettland und Polen)

## F

### FidschiFidschi
- 2011 – Aufzeichnungen über die Kontraktarbeiter aus Britisch-Indien (gemeinsam mit Guyana, Suriname, St. Vincent und die Grenadinen sowie Trinidad und Tobago)

### FinnlandFinnland
- 1997 – Adolf-Erik-Nordenskiöld-Sammlung, Universitätsbibliothek, Helsinki
- 2009 – Radziwiłł-Archive und Sammlung der Bibliothek Njaswisch (Nieśwież), 15.–20. Jh. (gemeinsam mit Litauen, Polen, Russland, der Ukraine und Belarus)
- 2015 – Archiv der Skolt Sámi

Für die Ålandinseln:
- 2023 – Archiv der Gustaf Erikson Shipping Company auf den Ålandinseln aus der Zeit der letzten Windjammer im Welthandel 1913–1949

### FrankreichFrankreich

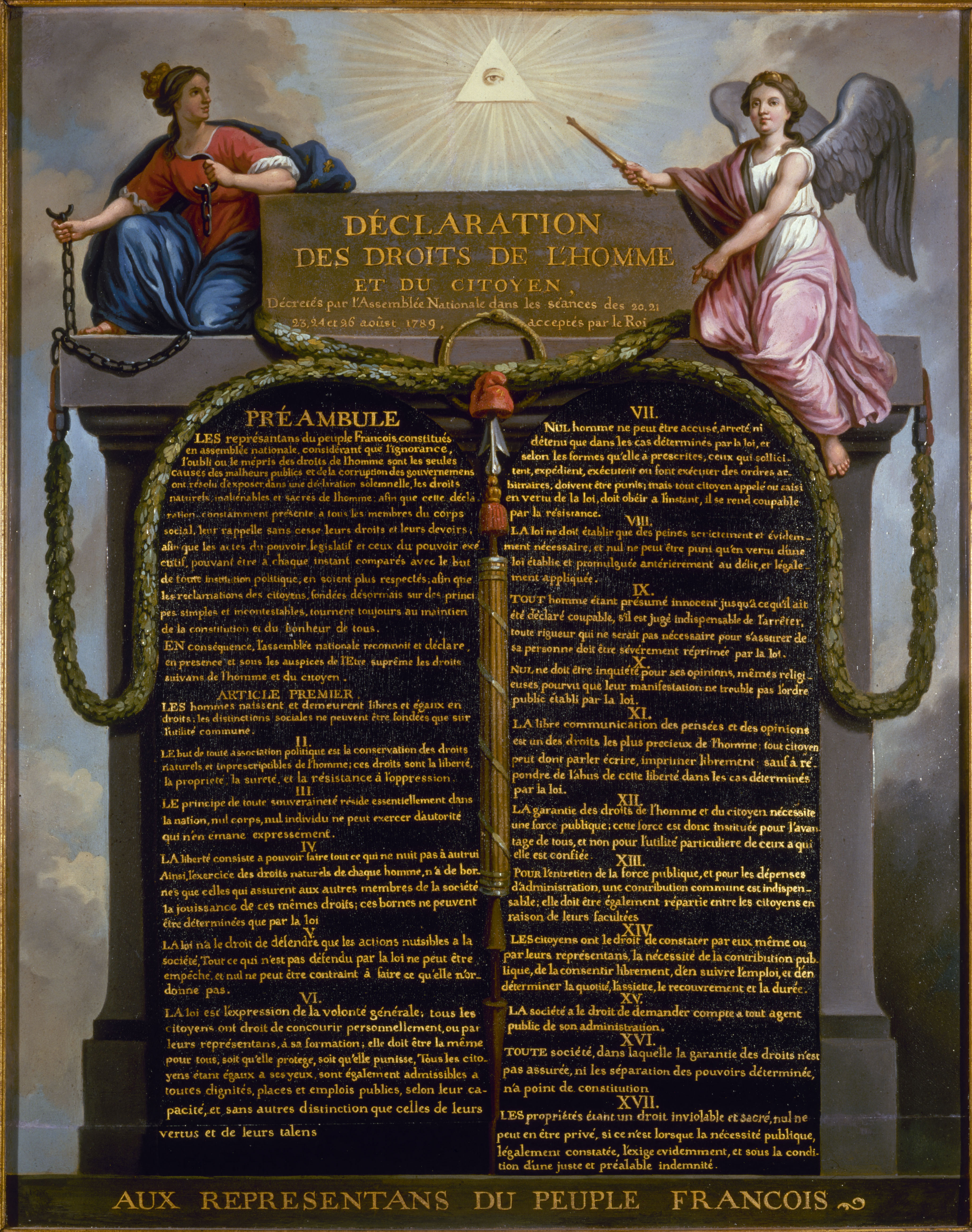
Erklärung der Menschen- und Bürgerrechte

- 2003 – Erklärung der Menschen- und Bürgerrechte (1789–1791), Archives nationales, Paris

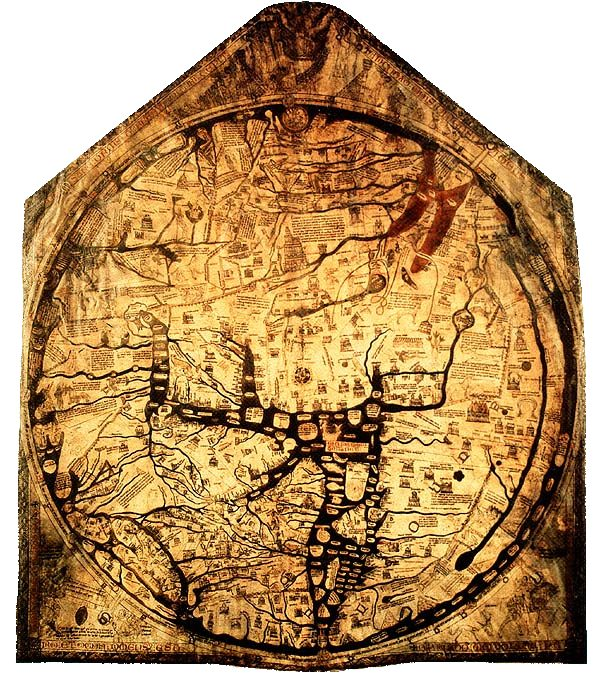
Hereford-Karte

- 2005 – Radioübertragung des Aufrufs Charles de Gaulles zum französischen Widerstand gegen die deutsche Invasion, 18. Juni 1940 (der Appell vom 18. Juni) (gemeinsam mit dem Vereinigten Königreich)
- 2005 – Filme der Brüder Lumière
- 2005 – Dokumente über die Einführung des metrischen Dezimalsystems, 1790–1837
- 2005 – Renaissance-Bibliothek des Mathias Corvinus – Bibliotheca Corviniana, 15. Jh. (gemeinsam mit Belgien, Deutschland, Italien, Österreich und Ungarn)
- 2007 – Teppich von Bayeux, 11. Jh., Bayeux
- 2009 – Bibliothek der Zistersienserabtei von Clairvaux zur Zeit von Pierre de Virey, 1472
- 2011 – Bibliothek des Beatus Rhenanus, Humanistenbibliothek in Schlettstadt
- 2011 – Sammlung von Gesetzen, Anweisungen und anderen Texten (La série des bannières du Châtelet) unter der Regentschaft Franz I. aus dem Châtelet de Paris, Archives nationales, Paris
- 2015 – Louis Pasteur Archiv
- 2015 – Mappa mundi d’Albi, eine nicht-symbolische und nicht-abstrakte Weltkarte aus dem 8. Jahrhundert
- 2015 – Lichtspiele von Émile Reynaud aus dem Jahr 1892. (gemeinsam mit Tschechien)
- 2017 – Père Castor-Archive von Paul Faucher, Autor und Herausgeber von Kinderliteratur und -spielen, über die Vorstellungen der Reformpädagogik weit verbreitet wurden.
- 2023 – Die illuminierten Manuskripte der Hofschule Karls des Großen (gemeinsam mit Deutschland, Österreich, Rumänien und dem Vereinigten Königreich)
- 2023 – Archiv der Internationalen Solvay-Konferenzen für Physik und Chemie (1910–1962) (gemeinsam mit Belgien)
- 2023 – Register zur Identifizierung versklavter Personen in den ehemaligen französischen Kolonien (1666–1880) (gemeinsam mit Haiti)
- 2023 – Apokalypse-Wandteppich von Angers
- 2023 – Die Bordeaux-Kopie von Montaignes Essays mit Anmerkungen (1588–1592) des Autors
- 2023 – Archiv der Internationalen Bewegung ATD Vierte Welt in Frankreich und Burkina Faso von 1957 bis 1992 (gemeinsam mit Burkina Faso)
- 2023 – Shoah, von Claude Lanzmann, restauriertes 35-mm-Negativ; Audioarchiv Zeugen der Geschichte der Shoah, 200 Stunden (gemeinsam mit Deutschland)
- 2025 – Archive von der Expedition von D’Entrecasteaux von 1791 bis 1794 (gemeinsam mit Australien)

## G

### GeorgienGeorgien
- 2011 – Byzantinische Manuskripte aus Georgien
- 2013 – Manuskriptensammlung zum Werk Der Recke im Tigerfell von Schota Rustaweli (gemeinsam mit dem Vereinigten Königreich)
- 2013 – „Beschreibung des Königreichs Georgien“ und Atlas von Vakhushti Bagrationi
- 2015 – Älteste Manuskripte, die im Nationalarchiv von Georgien aufbewahrt werden
- 2017 – Tetraevangeliar-Palimpsest, enthält die Evangelien in drei Entwicklungsstufen des Georgischen (erste Fassung aus dem 9., erste Wiederbeschreibung 12.–13. und zweite Wiederbeschreibung 13.–18. Jahrhundert), Staatsarchiv Georgien

### GhanaGhana
- 2011 – Archive der Niederländischen Westindien-Kompanie (gemeinsam mit Brasilien, Guyana, den Niederlanden, den Niederländischen Antillen, Suriname, dem Vereinigten Königreich und den Vereinigten Staaten)

### GriechenlandGriechenland
- 2015 – Derveni-Papyrus – Das älteste „Buch“ Europas
- 2023 – Die Bleitafeln des Dodona-Orakels

### GuatemalaGuatemala
- 2017 – Recordación Florida des Geschichtsschreibers und Dichters Francisco Antonio de Fuentes y Guzmán von 1690 mit einer Quellenauswertung von Berichten indigener Einwohner, zentralamerikanisches Hauptarchiv, Guatemala

### GuyanaGuyana
- 2011 – Archive der Niederländischen Westindien-Kompanie (gemeinsam mit Brasilien, Ghana, den Niederlanden, den Niederländischen Antillen, Suriname, dem Vereinigten Königreich und den Vereinigten Staaten)
- 2011 – Aufzeichnungen über die Kontraktarbeiter aus Britisch-Indien (gemeinsam mit Fidschi, Suriname, St. Vincent und die Grenadinen sowie Trinidad und Tobago)

## H

### HaitiHaiti
- 2023 – Register zur Identifizierung versklavter Personen in den ehemaligen französischen Kolonien (1666–1880) (gemeinsam mit Frankreich)

## I

### IndienIndien
- 1997 – Tamil-Sammlung medizinischer Manuskripte, Institut für Asien-Studien, Tamil Nadu
- 2003 – Archive der Niederländischen Ostindienkompanie, Chennai (gemeinsam mit Indonesien, Niederlande, Sri Lanka, Südafrika)
- 2005 – Shivaitische Manuskripte von Pondicherry, Institut Français de Pondichéry und École française d’Extrême-Orient, Pondicherry
- 2007 – 30 Manuskripte des Rigveda – ältester Teil hinduistischer Schriften, 1700–1100 v. Chr. Bhandarkar-Institut, Pune
- 2011 – laghukālacakratantrarājatikā (Vimalaprabhā)-Manuskripte zu Astrologie und Astronomie
- 2011 – Tarikh-E-Khandan-E-Timuriyah Manuskripte, welche reich illustriert die Geschichte der Timuriden erzählt
- 2013 – Shāntinātha Charitra, die Lebensbeschreibungen von Shantinatha, einem geistigen Führer des Jainismus aus dem 14. Jahrhundert
- 2017 – Gilgit-Manuskripte, auf Birkenrinde geschriebene buddhistische Schriften aus der Zeit der Gupta oder „Späteren Gupta“ (5.–6. Jahrhundert), gelten als die ältesten erhaltenen Manuskripte Indiens
- 2017 – Maitreyayvarakarana, buddhistisches Palmblattmanuskript aus dem 10. Jahrhundert
- 2023 – Abhinavagupta (940–1015 n. Chr.): Sammlung von Manuskripten seiner Werke

### IndonesienIndonesien
- 2003 – Archive der Niederländischen Ostindienkompanie, Jakarta (gemeinsam mit Indien, Niederlande, Sri Lanka, Südafrika)
- 2011 – La Galigo, in der Universitätsbibliothek Leiden aufbewahrt (gemeinsam mit den Niederlanden)
- 2013 – Autobiografische Schriften Babad Diponegoro des javanesischen Freiheitskämpfers Diponegoro (gemeinsam mit den Niederlanden)
- 2015 – Manuskripte des Nāgarakrĕtāgama (Beschreibung des Landes, 1365), Karangasem Kulturinstitut, Bali
- 2015 – Archiv der Afro-Asiatischen Bandung-Konferenz (1955)
- 2017 – Archiv der Restaurierung des Borobudur
- 2017 – Archiv zur Tsunamikatastrophe 2004 im Indischen Ozean (gemeinsam mit Sri Lanka)
- 2017 – Manuskripte zu den Geschichten des Prinzen Panji (gemeinsam mit Kambodscha, den Niederlanden, Malaysia und dem Vereinigten Königreich)
- 2023 – Das Hikayat Aceh – drei Manuskripte über das Leben in Aceh, Indonesien, im 15.–17. Jahrhundert (gemeinsam mit Niederlande)
- 2023 – Sukarnos Rede: „Die Welt neu aufbauen“, 30. September 1960

### IranIran

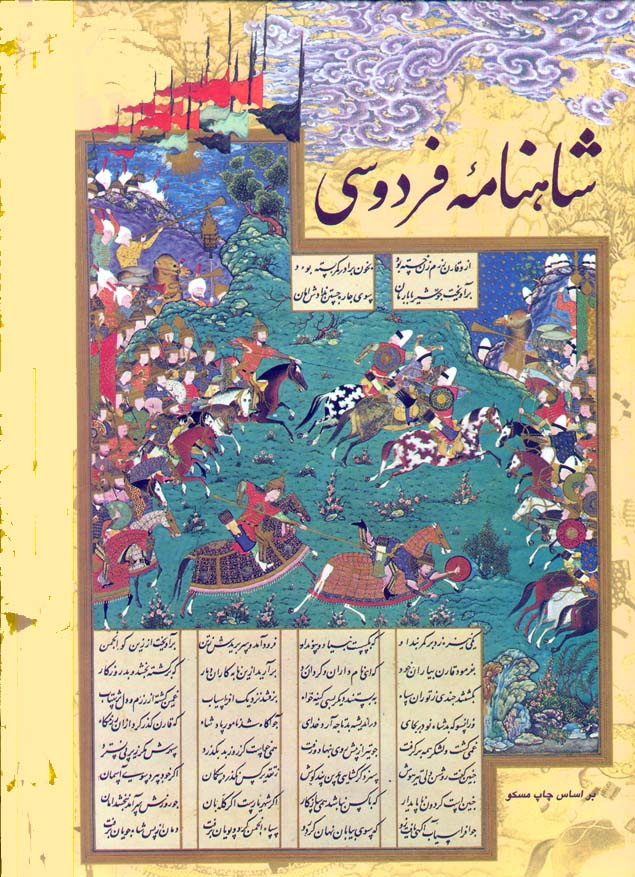
Seite aus dem Schāhnāme

- 2007 – Bayasanghori Schāhnāme (Prinz Bayasanghors Buch der Könige), 1430, einzige verbliebene Kopie des iranischen Nationalepos, Teheran
- 2007 – Rab’ I-Rashidi-Manuskript aus dem 13. Jahrhundert, Täbris
- 2009 – Verwaltungsdokumente von Astan-e Qods-e Razavi zur Zeit der Safawiden, 1589–1735
- 2011 – Al-Tafhim li Awa'il Sana'at al-Tanjim
- 2011 – Sammlung von Nezami’s Panj Ganj
- 2013 – Sammlung ausgewählter Karten des Iran aus der Zeit der Kadscharendynastie (1779–1926)
- 2013 – Dhakira–yi Kharazmshahi (»Schätze für den König von Choresmien«), eine medizinische Enzyklopädie von Ismail Jorjani
- 2015 – Kitab al-Masalik wa-l-mamalik von al-Istachrī (gemeinsam mit Deutschland)
- 2015 – Kulliyyāt-i Saʽdi
- 2017 – Zwei Manuskriptkopien des Jāme’ al-Tavarikh von Raschīd ad-Dīn (Anfang des 14. Jahrhunderts, Manuskriptkopien aus dem 16. und 17. Jahrhundert), Royal Library, Teheran
- 2023 – Mawlanas Kulliyat (Das Gesamtwerk Mawlanas) (gemeinsam mit Bulgarien, Deutschland, Tadschikistan, Türkei und Usbekistan)
- 2023 – Dokumente zu den internationalen Beziehungen Irans unter der Qajar-Herrschaft (1807–1925)
- 2023 – Dokumente des Shaykh Safi-al-Din-Ardabili-Schreins (952 bis 1926 n. Chr.)

### IrlandIrland
- 2011 – Book of Kells im Trinity College Dublin
- 2017 – Sammlung der Irischen Folklore-Kommission aus den Jahren 1935–1970

### IslandIsland
- 2009 – Manuskripte der Arnamagnäanische Sammlung (gemeinsam mit Dänemark), seit dem 12. Jh., Arnamagnäanisches Institut, Reykjavík
- 2013 – Dokumente über den ersten Zensus auf Island im Jahr 1703, Isländisches Nationalarchiv, Reykjavík

### IsraelIsrael
- 2013 – „Rothschild Miscellanea“, eine illuminierte hebräische Handschrift der italienischen Renaissance, Israel-Museum, Jerusalem
- 2013 – „Gedenkblätter“ in der Halle der Namen in Yad Vashem, Jerusalem
- 2015 – Codex von Aleppo, Israel Museum, Jerusalem
- 2015 – Sammlung von Schriften von Isaac Newton zu theologischen und alchemistischen Themen, Israelische Nationalbibliothek, Jerusalem
- 2017 – Israelisches Volksmärchen-Archiv, eine Sammlung von Volksmärchen jüdischer Einwanderer aus aller Welt, sowie von Bevölkerungsgruppen auf dem Gebiet Israels, Universität Haifa

### ItalienItalien
- 2005 – Renaissance-Bibliothek des Mathias Corvinus – Bibliotheca Corviniana, 15. Jh. (gemeinsam mit Belgien, Deutschland, Frankreich, Österreich und Ungarn)
- 2005 – Novello-Malatesta-Bibliothek (Malatestiana), Cesena
- 2011 – Frühmittelalterliche Dokumente der Diözesanarchive von Lucca
- 2013 – Bestand an Wochenschauen und Fotos des Istituto Luce
- 2015 – Barbanera-Almanachsammlung, Fondazione Barbanera 1762, Spello
- 2015 – Codex purpureus Rossanensis, Diözesanmuseum, Rossano
- 2015 – Werk des Bernardino de Sahagún (gemeinsam mit Mexiko und Spanien)
- 2017 – Archivsammlung zu Antonio Carlos Gomes, Komponist zwischen zwei Welten (gemeinsam mit Brasilien)
- 2023 – Apodissarischer Fonds der alten neapolitanischen öffentlichen Banken (1573–1809)
- 2023 – Strafverfahren zur Vajont-Staudammkatastrophe

## J

### JamaikaJamaika
- 2009 – Sklavenregister aus der Britischen Karibik, 1817–1834 (gemeinsam mit den Bahamas, Belize, Dominica, St. Kitts und Nevis, Trinidad und Tobago und dem Vereinigten Königreich)
- 2011 – Dokumentensammlung The Silver Men über die Migration von Arbeitern von den westindischen Inseln beim Bau des Panamakanals (gemeinsam mit Barbados, Panama, Saint Lucia, dem Vereinigten Königreich und den Vereinigten Staaten)
- 2016 – The West India Committee collection; Archivbestand des Wohlfahrtsverbands 'West India Committee' (gemeinsam mit Anguilla, Antigua und Barbuda, Montserrat und dem Vereinigten Königreich)

### JapanJapan
- 2011 – Sammlung von kommentierten Gemälden und Tagebüchern von Sakubei Yamamoto
- 2013 – Handschriftliches Original des Tagebuches Midō Kampakuki (御堂関白記) des japanischen Edelmannes Fujiwara no Michinaga
- 2013 – Sammlung von Artefakten, die während der Keicho-Ära von Japan nach Europa gebracht wurden. (gemeinsam mit Spanien)
- 2015 – „Schrifttum des Tō-ji“ (東寺百合文書, Tōji Hyakugō Monjo, engl. Archives of To-ji temple contained in one hundred boxes)[4]
- 2015 – Dokumente im Zusammenhang mit den Internierungs- und Repatriierungserfahrungen der Japaner (1945–1956), Maizuru Repatriation Memorial Museum, Maizuru
- 2017 – Geschichte der Friedensförderung und des kulturellen Austauschs zwischen Korea und Japan vom 17. bis 19. Jahrhundert
- 2017 – Drei alte Stelen mit einer der ältesten Darstellungen chinesischer Schriftzeichen in japanischer Grammatik in der Provinz Kōzuke
- 2023 – Die Archive des Mönchs Enchin: Eine Geschichte des Kulturaustauschs zwischen Japan und China

## K

### KambodschaKambodscha
- 2009 – Archiv des Tuol-Sleng-Genozid-Museums
- 2017 – Manuskripte zu den Geschichten des Prinzen Panji (gemeinsam mit Indonesien, den Niederlanden, Malaysia und dem Vereinigten Königreich)

### KanadaKanada
- 2007 – Archiv der Hudson’s Bay Company, seit 1670, Winnipeg
- 2007 – Sammlung des Priesterseminars der Diözese Québec von 1623–1800
- 2009 – Film „Neighbours“, Animation, Regie und Produktion durch Norman McLaren 1952
- 2013 – Archiv der University of Toronto zur Entdeckung des Insulins
- 2017 – Le Son des Français d’Amérique, mehrteilige Dokureihe von Michel Brault und André Gladu aus den Jahren 1974 bis 1980 über die traditionelle frankophone Musik Nordamerikas
- 2017 – Persönliches Archiv von Marshall McLuhan
- 2017 – Philosophischer Nachlass Ludwig Wittgensteins (gemeinsam mit den Niederlanden, Österreich und dem Vereinigten Königreich)
- 2023 – Die Kinder sprechen: Zwangsassimilation indigener Kinder durch kanadische Wohnschulen
- 2023 – Fürsorge in der Neuen Welt: Die Augustinerinnen Kanadas, Frauen mit Herz und Engagement

### Kap VerdeKap Verde
- 2025 – Zensus von Sklaven in Angola, Kap Verde und Mosambik festgelegt durch das portugiesische Dekret vom 14. Dezember 1854 (1856–1869)

### KasachstanKasachstan
- 2003 – Manuskriptsammlung des Khoja Ahmed Yasavi, Nationalbibliothek der Republik Kasachstan, Astana
- 2005 – Audiovisuelle Dokumente der internationalen Anti-Atom-Bewegung „Nevada-Semipalatinsk“, Semei
- 2011 – Archiv zum Aralsee, welches dessen ökologischen Veränderungen von 1965 bis 1990 dokumentiert

### KirgisistanKirgisistan
- 2023 – Manuskript des kirgisischen Epos „Manas“ des Erzählers Sagymbay Orozbakov

### KolumbienKolumbien
- 2005 – Archive „Negros y Esclavos“ über den Sklavenhandel, 16.–18. Jh., Cartagena
- 2007 – Amerikanische Kolonialmusik, 16.–18. Jh., Archivo de la Catedral, Bogotá (gemeinsam mit Bolivien, Mexiko, Peru)

### KroatienKroatien

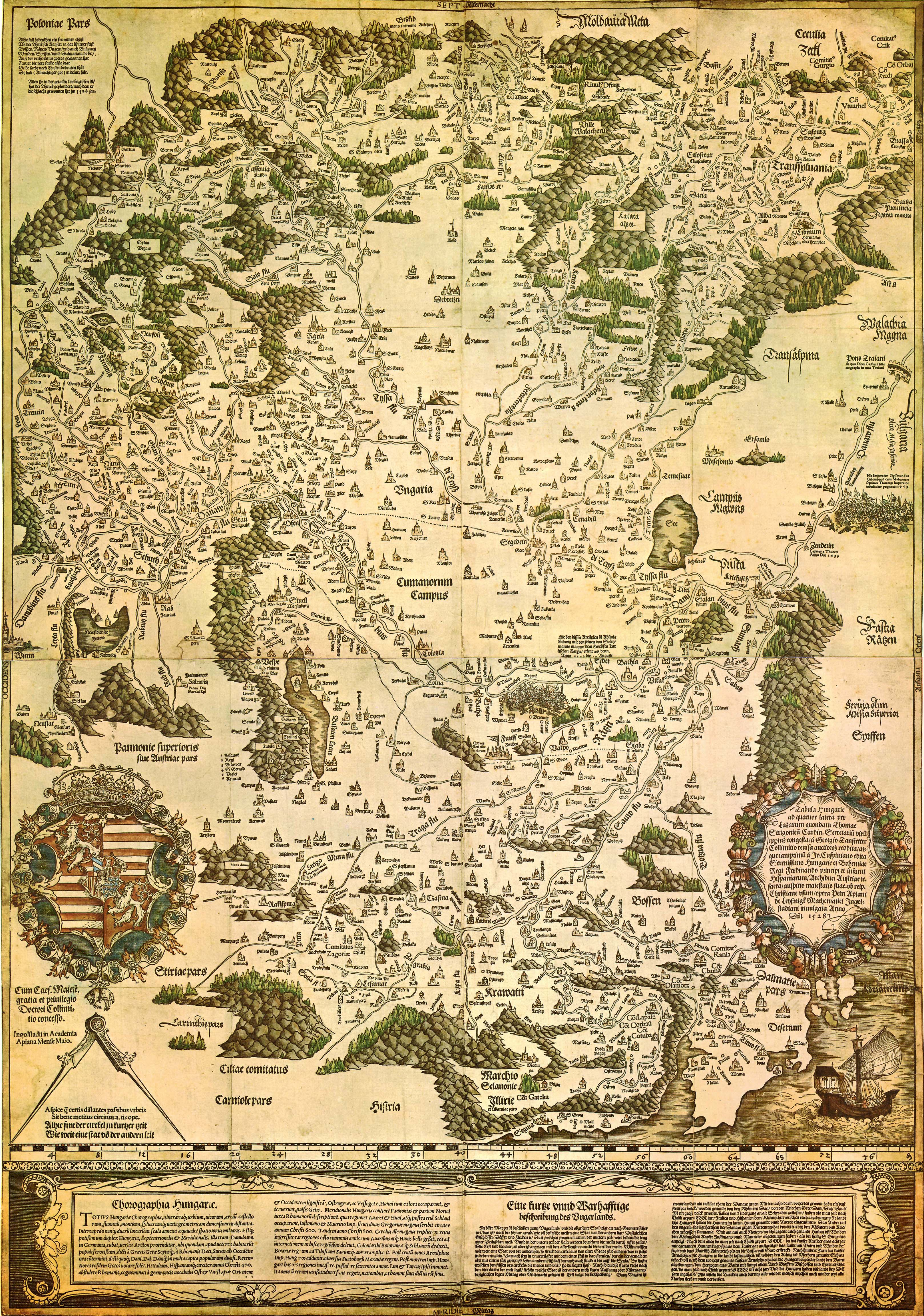
Tabula Hungarie

- 2007 – Landkarte „Tabula Hungarie“, 1528, Széchényi-Nationalbibliothek, Budapest (gemeinsam mit Ungarn)
- 2023 – Archiv der Republik Dubrovnik (1022–1808)

### KubaKuba
- 2005 – „José Martí Pérez“-Fonds, Havanna
- 2009 – Original-Negative des Instituts „ICAIC Latinoamericana“ (staatliches Institut für Filmkunst und -industrie), 1960–1990
- 2013 – Dokumentarische Sammlung zum Leben und Werk von Ernesto Che Guevara (gemeinsam mit Bolivien), Che Guevara Studies Cente, Havanna (für Kuba)
- 2023 – Beschlüsse des Stadtrats von Havanna (Kolonialzeit 1550–1898)
- 2023 – Kubanische Filmplakate

## L

### LettlandLettland
- 2001 – Dainu skapis – Volksliedersammlung, 1894–1915, Lettisches Folklore-Archiv, Riga
- 2009 – Dokumentensammlung zum Baltischen Weg – Menschenkette am 23. August 1989, die die drei Staaten in ihrem Wunsch für Freiheit verbindet (gemeinsam mit Estland und Litauen)
- 2017 – Dokument zur Gründung der Union von Lublin (zusammen mit der Ukraine, Polen, Litauen und Belarus)
- 2023 – Dokumente zur Geschichte der Hanse (gemeinsam mit Belgien, Dänemark, Deutschland, Estland und Polen)

### LibanonLibanon
- 2005 – Gedenkinschriften des Nahr al-Kalb, Libanongebirge
- 2005 – Das phönizische Alphabet, 11. Jh. v. Chr.

### LitauenLitauen
- 2009 – Radziwiłł-Archive und Sammlung der Bibliothek Njaswisch (Nieśwież), 15.–20. Jh. (gemeinsam mit Finnland, Polen, Russland, der Ukraine und Belarus)
- 2009 – Dokumentensammlung zum Baltischen Weg – Menschenkette am 23. August 1989, die die drei Staaten in ihrem Wunsch für Freiheit verbindet (gemeinsam mit Estland und Lettland)
- 2017 – Dokument zur Gründung der Union von Lublin (zusammen mit der Ukraine, Polen, Lettland und Belarus)
- 2023 – Dokumente zur Geschichte der Hanse (gemeinsam mit Belgien, Dänemark, Deutschland, Estland und Polen)

### LuxemburgLuxemburg
- 2003 – „The Family of Man“ (1955): Fotoausstellung von Edward Steichen, Clerf

## M

### MadagaskarMadagaskar
- 2009 – Königliche Archive (1824–1897)

### MaliMali
- 2017 – Buch der Heilung von inneren und äußeren Krankheiten, die den Körper betreffen (Kitāb Shifā al-Asqām al-Āriḍat min al-Ẓahir wa al-Bāṭin min al-Ajsām)
- 2017 – Erinnerung an diejenigen, die nicht auf die Schäden achten, die durch die Divergenz zwischen den Gläubigen verursacht werden (Tadkirat al gāfilin ‘anqubhihtilāf al- mu’minin)
- 2017 – Die Interessen des Menschen sind mit den Religionen und dem Körper verbunden (Maṣāliḥ al-Insān al-Mutaʿalliqat bi al-Adyānwa al-Abdān) (gemeinsam mit Nigeria)

### MaltaMalta
- 2017 – Karten von Giovanni Camocio über die Belagerung von Malta (1565) (gemeinsam mit Tschechischen Republik)

### MalaysiaMalaysia
- 2001 – Korrespondenz des Sultans von Kedah (1882–1943), Malaysisches Nationalarchiv, Alor Setar
- 2001 – Hikayat Hang Tuah – malaiisches Klassikepos, um 1800, Malaysische Nationalbibliothek, Kuala Lumpur
- 2001 – Sejarah Melayu – malaiische Annalen, 15.–16. Jh., Institut für Sprache und Literatur, Kuala Lumpur
- 2009 – Batu Bersurat Terengganu – gravierter Stein von Terengganu
- 2017 – Manuskripte zu den Geschichten des Prinzen Panji (gemeinsam mit Kambodscha, den Niederlanden, Indonesien und dem Vereinigten Königreich)
- 2023 – Misa Melayu MSS 6

### MarokkoMarokko
- 2011 – Kitāb al-ʿIbar
- 2017 – Manuskript von al-Zahrāwīsur

### MauritiusMauritius
- 1997 – Akten aus der französischen Besatzungszeit, 17.–18. Jh., Mauritius-Archiv, Petite Rivière, Port Louis
- 2015 – Archiv der Indentur in Mauritius, National Archives Department, Nationalbibliothek und Mahatma Gandhi Institute
- 2023 – Die Archivsammlungen zum Bienheureux Père Jacques Désiré Laval – der Apostel von Mauritius
- 2023 – Die Aufzeichnungen über Sklavenhandel und Sklaverei auf Mauritius (1721–1892)

### MexikoMexiko
- 1997 – Sammlung mexikanischer Códices, 16.–20. Jh., Nationalbibliothek für Anthropologie und Geschichte, Mexiko-Stadt
- 1997 – Códices aus dem Oaxaca-Tal, 16. Jh., Nationalarchiv, Mexiko-Stadt
- 1997 – Codex Techaloyan aus Cujimalpaz, 16. Jh., Nationalarchiv, Mexiko-Stadt
- 2003 – Film „Los olvidados“ (Die Vergessenen), 1950, Filmoteca de la UNAM, Mexiko-Stadt
- 2005 – Archive der Biblioteca Palafoxiana, 1473–1821, Puebla
- 2007 – Amerikanische Kolonialmusik, 16.–18. Jh., Erzbischöfliches Archiv, Oaxaca (gemeinsam mit Bolivien, Kolumbien, Peru)
- 2007 – Büchersammlung zu indigenen Sprachen, Staatsbibliothek von Jalisco, Guadalajara
- 2009 – Sammlung des Dokumentations- und Forschungszentrums der Ashkenazi-Gemeinde in Mexiko, 16.–20. Jh.
- 2011 – Sammlung von piktographischen Aufzeichnungen von Karten, Dokumenten, Zeichnungen und Illustrationen aus dem sechzehnten bis achtzehnten Jahrhundert, Nationalarchiv, Mexiko-Stadt
- 2013 – Bestände des historischen Archivs des Colegio de las Vizcaínas zur Frauenbildung und -unterstützung
- 2015 – Juristische Akten zum Recurso de amparo (1869–1935)
- 2015 – Werk des Bernardino de Sahagún. (gemeinsam mit Spanien und Italien)
- 2017 – Nachlass von Manuel Álvarez Bravo

### MongoleiMongolei
- 2011 – Mongolische Tanjur, eine Sammlung von mehr als 3000 buddhistischen Texten
- 2011 – Stele zum Tanjur
- 2011 – „Lu Altan Tobchi“, Chroniken aus dem 17. Jahrhundert
- 2013 – Kanjur mit 9 Edelsteinen geschrieben, Sammlung von 1600 buddhistischen Texten
- 2023 – Steininschriften von Tsogtu Khung-Taiji, Prinz von Khalkha

### MontserratMontserrat
- 2016 – The West India Committee collection; Archivbestand des Wohlfahrtsverbands 'West India Committee' (gemeinsam mit Anguilla, Antigua und Barbuda, Jamaika und dem Vereinigten Königreich)

### MosambikMosambik
- 2025 – Zensus von Sklaven in Angola, Kap Verde und Mosambik festgelegt durch das portugiesische Dekret vom 14. Dezember 1854 (1856–1869)

### MyanmarMyanmar
- 2013 – 729 Stupas mit Marmorinschriften der Kuthodaw-Pagode
- 2015 – Goldener Brief von 1756, Gottfried Wilhelm Leibniz Bibliothek – Niedersächsische Landesbibliothek, Hannover (gemeinsam mit Deutschland und dem Vereinigten Königreich)
- 2015 – Viersprachige Myazedi-Inschrift
- 2017 – Glocke in der Shwezigon-Pagode in Bagan mit einer Inschrift über König Bayinnaung

## N

### NamibiaNamibia
- 2005 – Tagebücher und Briefe von Hendrik Witbooi, 1884–1894, Nationalarchiv von Namibia, Windhoek

### NepalNepal
- 2013 – Nisvasattatvasamhita, das älteste erhaltene tantrische Manuskript
- 2013 – Susrutamhita (Sahottartantra), das älteste Dokument zum Ayurveda auf Palmblättern

### NeuseelandNeuseeland

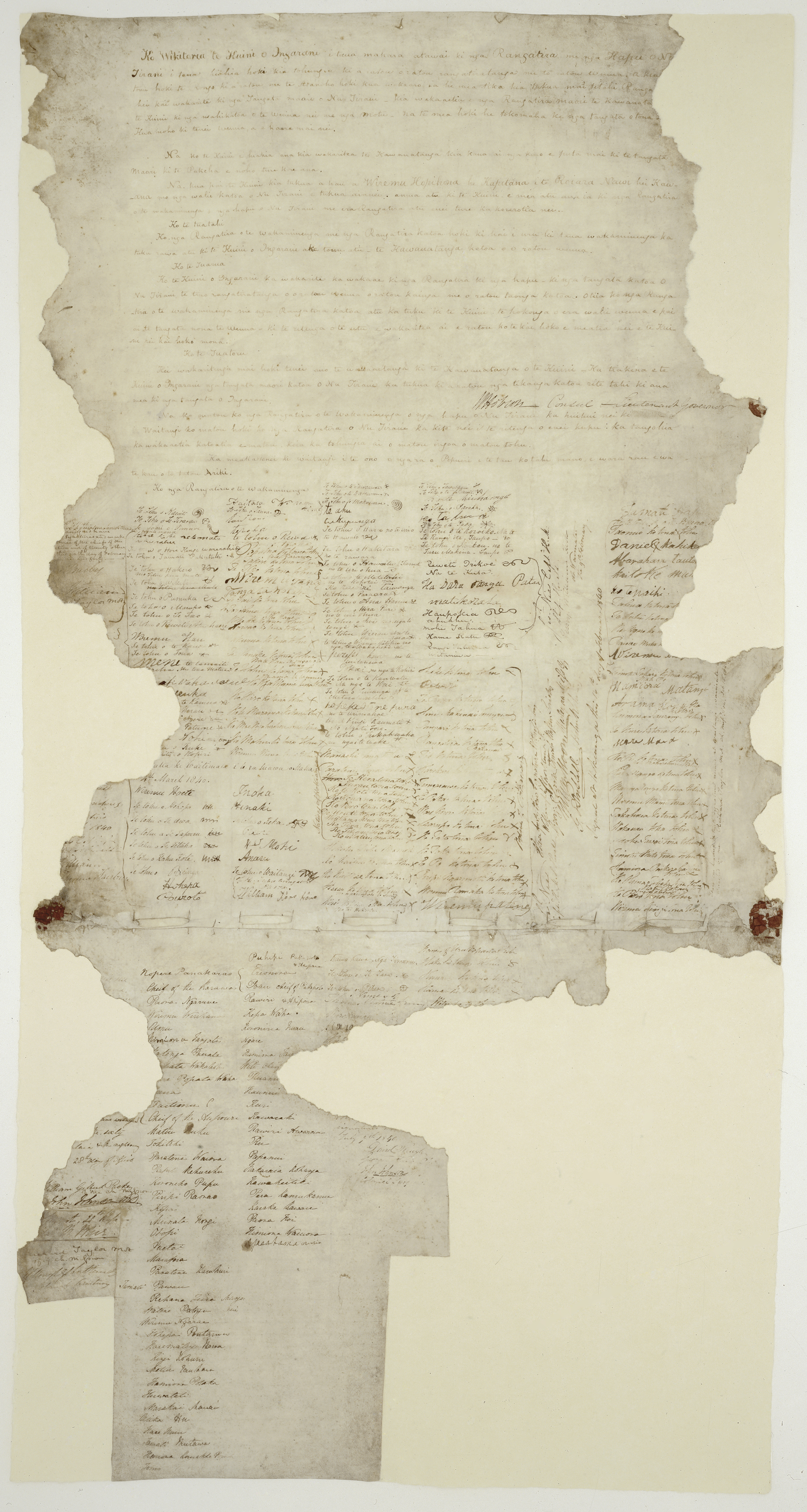
Der Vertrag von Waitangi

- 1997 – Vertrag von Waitangi 1840, Nationalarchiv, Wellington
- 1997 – Petition für die Einführung des Frauenwahlrechts von 1893, Nationalarchiv, Wellington
- 2015 – Archiv/Nachlass von Edmund Hillary, Auckland War Memorial Museum, Auckland

### NicaraguaNicaragua
- 2007 – Archiv der nationalen Alphabetisierungskampagne, 1980, Managua

### NiederlandeNiederlande
- 2003 – Bibliotheksammlung Ets Haim – Livraria Montezinos der portugiesisch-jüdischen Gemeinde, seit 1484
- 2003 – Archive der Niederländischen Ostindien-Kompanie, Den Haag (gemeinsam mit Indien, Indonesien, Sri Lanka, Südafrika)
- 2009 – Tagebücher der Anne Frank, 1942–1944
- 2011 – Filmarchiv des holländischen Filmverleihers Jean Desmet, aus der Zeit ab 1910.
- 2011 – La Galigo, in der Universitätsbibliothek Leiden aufbewahrt (gemeinsam mit Indonesien)
- 2011 – Archive der Niederländischen Westindien-Kompanie (gemeinsam mit Brasilien, Ghana, Guyana, den Niederländischen Antillen, Suriname, dem Vereinigten Königreich und den Vereinigten Staaten)
- 2011 – Archiv der Middelburgsche Commercie Compagnie (gemeinsam mit Curaçao und Suriname)
- 2013 – Autobiografische Schriften Babad Diponegoro des javanesischen Freiheitskämpfers Diponegoro (gemeinsam mit Indonesien)
- 2013 – Schriften von Karl Marx (Manifest der Kommunistischen Partei und Das Kapital. Band I) (gemeinsam mit Deutschland)
- 2015 – Ausgewählte Sammlungen der weltweiten Sprachenvielfalt im Sprachenarchiv des Max-Planck-Institut für Psycholinguistik, Nijmegen (gemeinsam mit Deutschland)
- 2015 – Utrechter Psalter, Universitätsbibliothek Utrecht, Utrecht
- 2017 – Schriftlicher Nachlass von Aletta Jacobs, einer niederländischen Frauenrechtlerin (zusammen mit den Vereinigten Staaten)
- 2017 – Manuskripte zu den Geschichten des Prinzen Panji (gemeinsam mit Kambodscha, Indonesien, Malaysia und dem Vereinigten Königreich)
- 2017 – Archiv der Amsterdamer Notare von 1578 bis 1915
- 2017 – Philosophischer Nachlass Ludwig Wittgensteins (gemeinsam mit Kanada, Österreich und dem Vereinigten Königreich)
- 2017 – Film über das Durchgangslager Westerbork
- 2023 – De Digitale Stad (Die Digitale Stadt)
- 2023 – Erasmus Sammlung Rotterdam
- 2023 – Hikayat Acheh (Manuskripte zur Geschichte am Hof des Sultanats von Aceh) (gemeinsam mit Indonesien)
- 2023 – Dokumentarisches Erbe der versklavten Personen in der niederländischen Karibik und ihrer Nachkommen (gemeinsam mit Suriname, Curaçao und Sint Maarten)

### Niederlandische AntillenNiederländische Antillen
Die UNESCO führt die Niederländischen Antillen auch nach deren Auflösung auf ihrer Länderliste.
- 2009 – Erster Katechismus in der Papiamentu-Sprache
- 2011 – Archive der Niederländischen Westindien-Kompanie (gemeinsam mit Brasilien, den Niederlanden, Ghana, Guyana, Suriname, dem Vereinigten Königreich und den Vereinigten Staaten)

### NigeriaNigeria
- 2017 – Die Interessen des Menschen sind mit den Religionen und dem Körper verbunden (Maṣāliḥ al-Insān al-Mutaʿalliqat bi al-Adyānwa al-Abdān) (gemeinsam mit Mali)

### Korea NordNordkorea
- 2017 – Muye Dobo Tongji: ein illustriertes Handbuch der Kampfkunst von Ende des 18. Jahrhunderts
- 2023 – Hon Chon Jon Do (Vollständige Abbildung der Astronomischen Karte)

### NorwegenNorwegen
- 2001 – Lepra-Archiv von Bergen, Stadtarchiv und Länderarchiv, Bergen, Dokumente zur wissenschaftlichen Erforschung der Krankheit
- 2001 – Henrik Ibsen: „Nora oder Ein Puppenheim“, 1879, Norwegische Nationalbibliothek, Oslo
- 2005 – Filmmaterial der Südpolexpedition von Roald Amundsen 1910–1912
- 2011 – „Thor Heyerdahl Archiv“ (Sammlung von Dokumenten, Film- und Fotomaterial), Norwegische Nationalbibliothek / Kon-Tiki-Museum, Oslo
- 2013 – „Sophus-Tromholt-Sammlung“ (Sammlung von 231 Fotos auf Glasnegativen und 189 Fotos auf Albuminpapier aus den Jahren 1882–1883), Universitätsbibliothek, Bergen
- 2017 – „Castbergische Gesetze von 1915“ (Gesetze mit denen nichtehelich geborenen Kindern bzw. ihren Eltern Rechte gewährt wurden)

## O

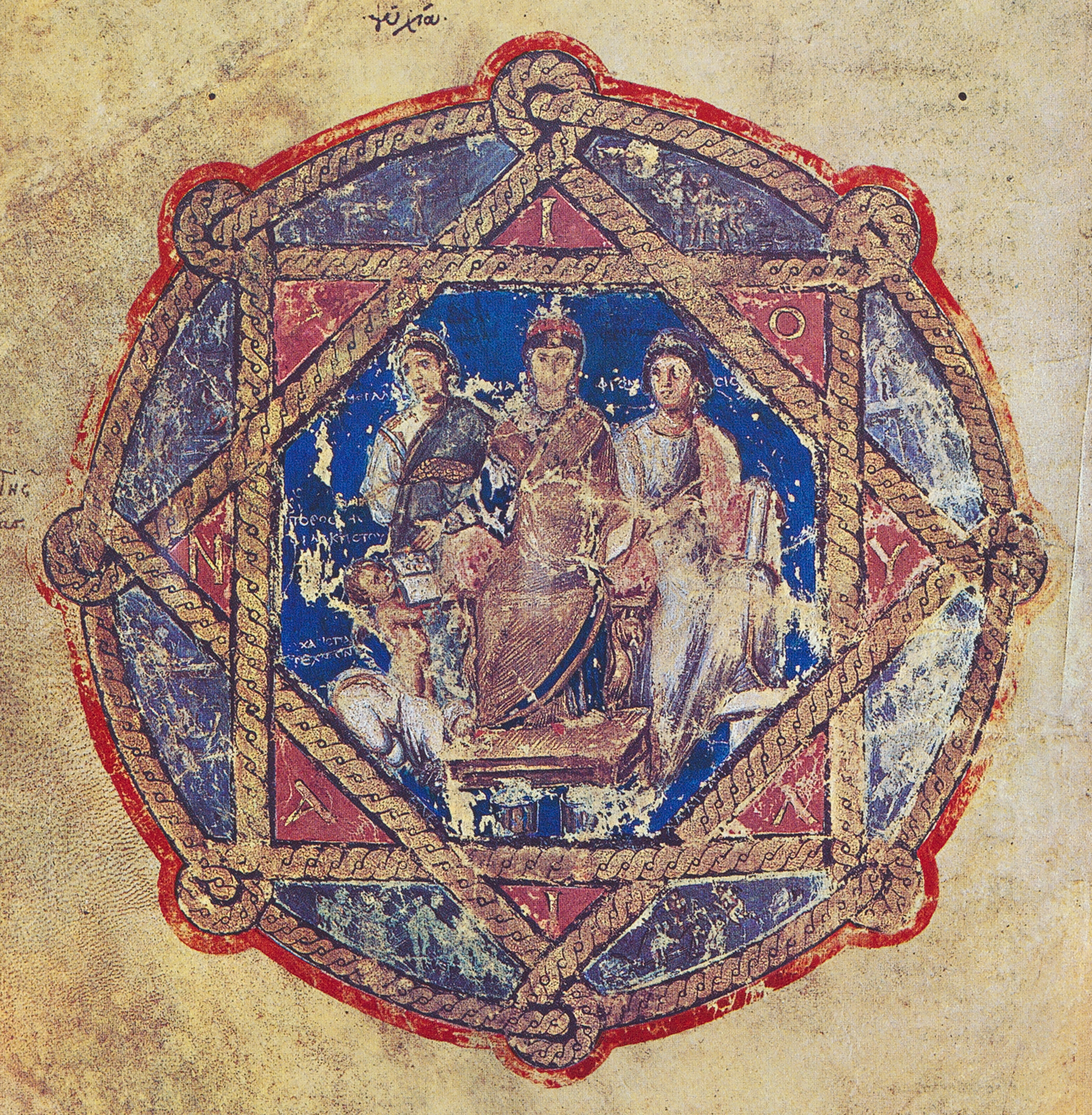
Widmungsbild im Wiener Dioskurides fol. 6 verso (vor 512)

### OsterreichÖsterreich
- 1997 – Wiener Dioskurides-Manuskript, Österreichische Nationalbibliothek, Wien – spätantike Sammelhandschrift, vor 512 n. Chr. angefertigt
- 1997 – Schlussdokument des Wiener Kongresses, Österreichisches Staatsarchiv, Wien – Abschlussakte Wiener Kongress 1815
- 1999 – Historischen Sammlungen (1899–1950) des Phonogrammarchivs der österreichischen Akademie der Wissenschaften, Wien – Tondokumente
- 2001 – Papyrussammlung des Erzherzogs Rainer (Kollektion Erzherzog Rainer), 1500 v. Chr.–1500 n. Chr., Österreichische Nationalbibliothek, Wien
- 2001 – Schubert-Sammlung der Wienbibliothek im Rathaus – Dokumente über Franz Schubert (Schubertiana), Autographen und alle Erstausgaben
- 2003 – Atlas Blaeu-Van der Hem, Österreichische Nationalbibliothek, Wien – Kartensammlung (1662–1678) mit kolorierten Handzeichnungen und Stichen (50 Bände)
- 2005 – Brahms-Sammlung, Gesellschaft der Musikfreunde in Wien, Wien – Nachlass Johannes Brahms’
- 2005 – Sammlung Gotische Baurisse, Akademie der bildenden Künste, Wien – gotischer Architekturzeichnungen
- 2005 – Renaissance-Bibliothek des Mathias Corvinus – Bibliotheca Corviniana, Österreichische Nationalbibliothek, Wien – Büchersammlung des ungarischen Königs Matthias Corvinus (1443–1490) – bisher 107 lateinische Handschriften in 33 Bibliotheken bekannt (gemeinsam mit Belgien, Deutschland, Frankreich, Italien und Ungarn)
- 2007 – Tabula Peutingeriana, Österreichische Nationalbibliothek, Wien – Kartensammlung des römischen Straßennetzes im spätrömischen Reich
- 2011 – Nachlass von Arnold Schönberg, Arnold Schönberg Center, Wien – Arnold Schönbergs Sammlung über zahlreiche Themen
- 2011 – Mainzer Psalter, Österreichische Nationalbibliothek, Wien – Sammlung von Psalmen in lat. Sprache (1457) mit mehrfarbigem Druck in Schwarz, Rot und Blau
- 2013 – Goldene Bulle, u. a. Österreichisches Staatsarchiv, Wien – Das wichtigste der grundlegenden „Gesetze“ des Heiligen Römischen Reiches (gemeinsam mit Deutschland)
- 2017 – Philosophischer Nachlass Ludwig Wittgensteins, u. a. Österreichisches Staatsarchiv, Wien (gemeinsam mit Kanada, den Niederlanden und dem Vereinigten Königreich)
- 2017 – Dokumente zum Bau der Semmeringbahn, Technisches Museum Wien
- 2023 – Die illuminierten Manuskripte der Hofschule Karls des Großen (gemeinsam mit Deutschland, Frankreich, Rumänien und dem Vereinigten Königreich)

### OmanOman
- 2017 – Manuskript „Maden Al Asrar Fi Elm Al Behar“

### OsttimorOsttimor
- 2013 – Zur Geburt einer Nation: Wendepunkte. Audiovisuelle Materialien gefilmt von Max Stahl (Christopher Wenner) zu Demonstrationen und der Unabhängigkeitsbewegung in Timor-Leste.

## P

### PakistanPakistan
- 1999 – Dokumente von Ali Jinnah – Gründer Pakistans, Nationalarchiv, Islamabad

### PanamaPanama
- 2011 – Dokumentensammlung The Silver Men über die Migration von Arbeitern von den westindischen Inseln beim Bau des Panamakanals (gemeinsam mit Barbados, Jamaika, Saint Lucia, dem Vereinigten Königreich und den Vereinigten Staaten)

### ParaguayParaguay
- 2009 – Archive der Staatsrepressionen, seit 1975

### PeruPeru
- 2007 – Amerikanische Kolonialmusik, 16.–18. Jh., Nationalbibliothek, Lima (gemeinsam mit Bolivien, Kolumbien, Mexiko)
- 2013 – Reiseregister der Konquistadoren (»El Libro Becerro«), 1533–1538, Lima
- 2013 – Peruanische und südamerikanische Erstausgaben, 1584–1619, Lima
- 2023 – 30.693 Glasplattennegative (1864–1933) aus der Courret-Sammlung

### PhilippinenPhilippinen
- 1999 – Philippinische Paläographien (Hanunoo, Buid, Tagbanua und Pala’wan), 10. Jh., Nationalmuseum, Manila
- 2003 – Radioaufnahmen der philippinischen Volkserhebung, 1986.
- 2007 – Sammlung des Ethnomusikologen José Maceda, 1953–2003, Universität der Philippinen, Quezon City
- 2011 – Dokumente des Präsidenten Manuel Quezon

### PolenPolen

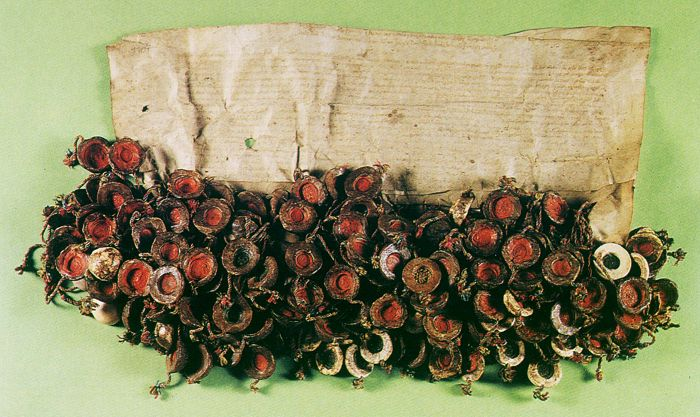
Der Rechtsakt der Konföderation von Warschau

- 1999 – De revolutionibus orbium coelestium libri sex (deutsch: „Über die Kreisbewegungen der Weltkörper“), 1520, Manuskript von Nikolaus Kopernikus, seit 1956 in der Jagiellonischen Bibliothek, Krakau
- 1999 – Archivbestände aus dem Warschauer Ghetto (Emanuel-Ringelblum-Archiv), Jüdisches Historisches Institut, Warschau
- 1999 – Meisterwerke Frédéric Chopins, Fryderyk-Chopin-Gesellschaft, Warschau
- 2003 – Erklärung der Konföderation von Warschau zur Glaubensfreiheit vom 28. Januar 1537
- 2003 – 21 Forderungen von Danzig, August 1980, die Geburt der Gewerkschaft Solidarność als massive Bürgerbewegung
- 2007 – Codex Suprasliensis (Manuskripte in altkirchenslawischer Sprache), Nationalbibliothek, Warschau (gemeinsam mit Russland und Slowenien)
- 2007 – Archive der Nationalen Erziehungskommission, 1773–1794, Krakau
- 2009 – Archive des literarischen Instituts „Kultura“ in Paris (1946–2000)
- 2009 – Radziwiłł-Archive und Sammlung der Bibliothek Njaswisch (Nieśwież), 15.–20. Jh. (gemeinsam mit Finnland, Litauen, Russland, der Ukraine und Belarus)
- 2011 – Archiv des Warschauer Rekonstruktionsbüros, Staatsarchiv, Warschau
- 2013 – Ahdnames, Friedensverträge von der Mitte des 15. bis zum späten 18. Jh. zwischen dem Königreich Polen und dem Osmanischen Reich
- 2013 – Sammlungen der Bibliothèque Polonaise des Adam-Mickiewicz-Museum in Paris, 19. Jh.
- 2015 – Akten und Bibliothek der Brüder-Unität, Staatsarchiv Posen, Raczyński-Bibliothek Breslau und Kórnik-Bibliothek
- 2015 – Heinrichauer Gründungsbuch (Księga Henrykowska) des Klosters Heinrichau
- 2017 – Bericht des SS-Gruppenführers Jürgen Stroop zur Niederschlagung des Aufstandes im Warschauer Ghetto (1943)
- 2017 – Dokument zur Gründung der Union von Lublin (zusammen mit Litauen, Ukraine, Belarus und Lettland)
- 2017 – Dokumente der Polnischen Funkaufklärung aus der Zeit der Schlacht bei Warschau (1920)
- 2023 – Dokumente zur Geschichte der Hanse (gemeinsam mit Belgien, Dänemark, Deutschland, Estland und Lettland)

### PortugalPortugal

Carta do Achamento do Brasil, Brief über die Entdeckung Brasiliens von 1500

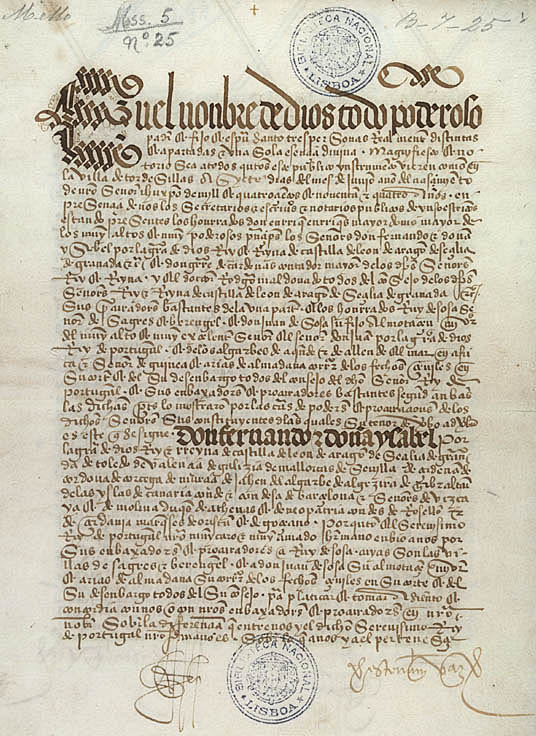
Erste Seite des Vertrags von Tordesillas von 1494

- 2005 – Brief von Cabrals Schreiber Pêro Vaz de Caminha an König Manuel I., der die „Entdeckung“ Brasiliens ankündigte, Carta do Achamento do Brasil, erste Beschreibung Brasiliens 1500.
- 2007 – Vertrag von Tordesillas vom 7. Juni 1494, Biblioteca Nacional, Lissabon (gemeinsam mit Spanien)
- 2007 – Corpo Cronologico: Manuskriptsammlung über die portugiesischen Entdeckungsreisen des 15. und 16. Jahrhunderts
- 2011 – Reports der Flugkapitäne Gago Coutinho und Sacadura Cabral vom ersten Flug über den Südatlantik aus dem Jahr 1922, Biblioteca Central da Marinha, Lissabon
- 2011 – Arquivos dos Dembos oder Ndembu Archives. (gemeinsam mit Angola)
- 2013 – Logbuch der ersten Fahrt Vasco da Gamas nach Indien (1497–1499), Biblioteca Pública Municipal do Porto
- 2015 – Beatus, Werk des Beatus von Liébana zur Apokalypse. (gemeinsam mit Spanien)
- 2017 – Codex Calixtinus der Kathedrale von Santiago de Compostela und andere mittelalterliche Kopien des Liber Sancti Jacobi (Jakobsbuch): Der iberische Ursprung der Jakobstradition in Europa (gemeinsam mit Spanien)
- 2017 – Sammlung offizieller Akten zu Macau aus der Zeit der Qing-Dynastie (1693–1886) (gemeinsam mit China)
- 2017 – Register der durch den portugiesischen Konsul in Bordeaux, Aristides de Sousa Mendes, 1939/1940 erteilten Visa
- 2023 – Die erste Weltumsegelung von Fernão de Magalhães und Juan Sebastián Elcano (1519–1522) (gemeinsam mit Spanien)

## R

### RumänienRumänien
- 2023 – Die illuminierten Manuskripte der Hofschule Karls des Großen (gemeinsam mit Deutschland, Frankreich, Österreich und dem Vereinigten Königreich)

### RusslandRussland
- 1997 – Evangelium von Archangelsk von 1092 (Архангельское Евангелие), Russische Staatsbibliothek, Moskau
- 1997 – Evangelium von Khitrovo (Евангелие Хитрово), Russische Staatsbibliothek, Moskau
- 1997 – Slawische Veröffentlichungen in kyrillischer Schrift aus dem 15. Jahrhundert, Russische Staatsbibliothek, Moskau
- 1997 – Zeitungssammlungen, 18.–20. Jh., Russische Staatsbibliothek, Moskau
- 1997 – Landkarten des Russischen Reichs, 18. Jh., Russische Staatsbibliothek, Moskau
- 1997 – Russische Plakate vom Ende des 19. / Anfang des 20. Jahrhunderts, Russische Staatsbibliothek, Moskau
- 2001 – Historische Sammlungen des St. Petersburger Tonarchivs (1889–1955), Institut für russische Literatur und Russische Akademie der Wissenschaften, Sankt Petersburg
- 2007 – Codex Suprasliensis (Manuskripte in altkirchenslawischer Sprache), Russische Nationalbibliothek, Sankt Petersburg (gemeinsam mit Polen und Slowenien)
- 2009 – Radziwiłł-Archive und Sammlung der Bibliothek Njaswisch (Nieśwież), 15.–20. Jh. (gemeinsam mit Finnland, Litauen, Polen, der Ukraine und Belarus)
- 2011 – Tolstois persönliche Bibliothek und Manuskripte sowie Foto- und Filmkollektion
- 2011 – Ostromir-Evangeliar von 1056/57, Russische Nationalbibliothek, Moskau
- 2013 – Laurentiuschronik von 1377
- 2015 – Sobornoje Uloschenije von 1649
- 2017 – Sankt Petersburger Murakka, Album indischer und persischer Miniaturmalerei vom 16. bis 18. Jahrhundert und Muster persischer Kalligraphie
- 2023 – Fjodor Dostojewski: Handschriften und Notizen

## S

### Saudi-ArabienSaudi-Arabien
- 2003 – Früheste islamische Inschriften (kufisch), 8.–10. Jh., bei Qa’a al Muatadil
- 2023 – Arabische Chroniken in Stein: Jabal Ikmah

### SchwedenSchweden
- 2005 – Astrid-Lindgren-Archiv, Königliche Bibliothek zu Stockholm
- 2005 – Emanuel-Swedenborg-Sammlung, Königliche Akademie der Wissenschaften, Stockholm
- 2007 – Ingmar-Bergman-Archiv der Ingmar-Bergman-Stiftung, Schwedisches Filminstitut, Stockholm
- 2007 – Familienarchiv von Alfred Nobel, Lund
- 2011 – Stadtplanarchiv der Stadt Stockholm, Stockholms stadsarkiv[6]
- 2011 – Codex Argenteus, Universitätsbibliothek Carolina Rediviva, Uppsala[6]
- 2017 – Dag-Hammarskjöld-Kollektion (Sammlung hauptsächlich aus Dokumenten, Dossiers über die Aktivitäten der Vereinten Nationen, Manuskripten und Briefen, Personen-„Nachschlagewerke“ mit Dokumenten sowie Memoranden zu weltpolitischen Fragen)
- 2023 – Die schwedische Pressefreiheitsverordnung von 1766: Die weltweit erste Gesetzgebung, die die freie Kommunikation von Informationen garantiert

### SchweizSchweiz

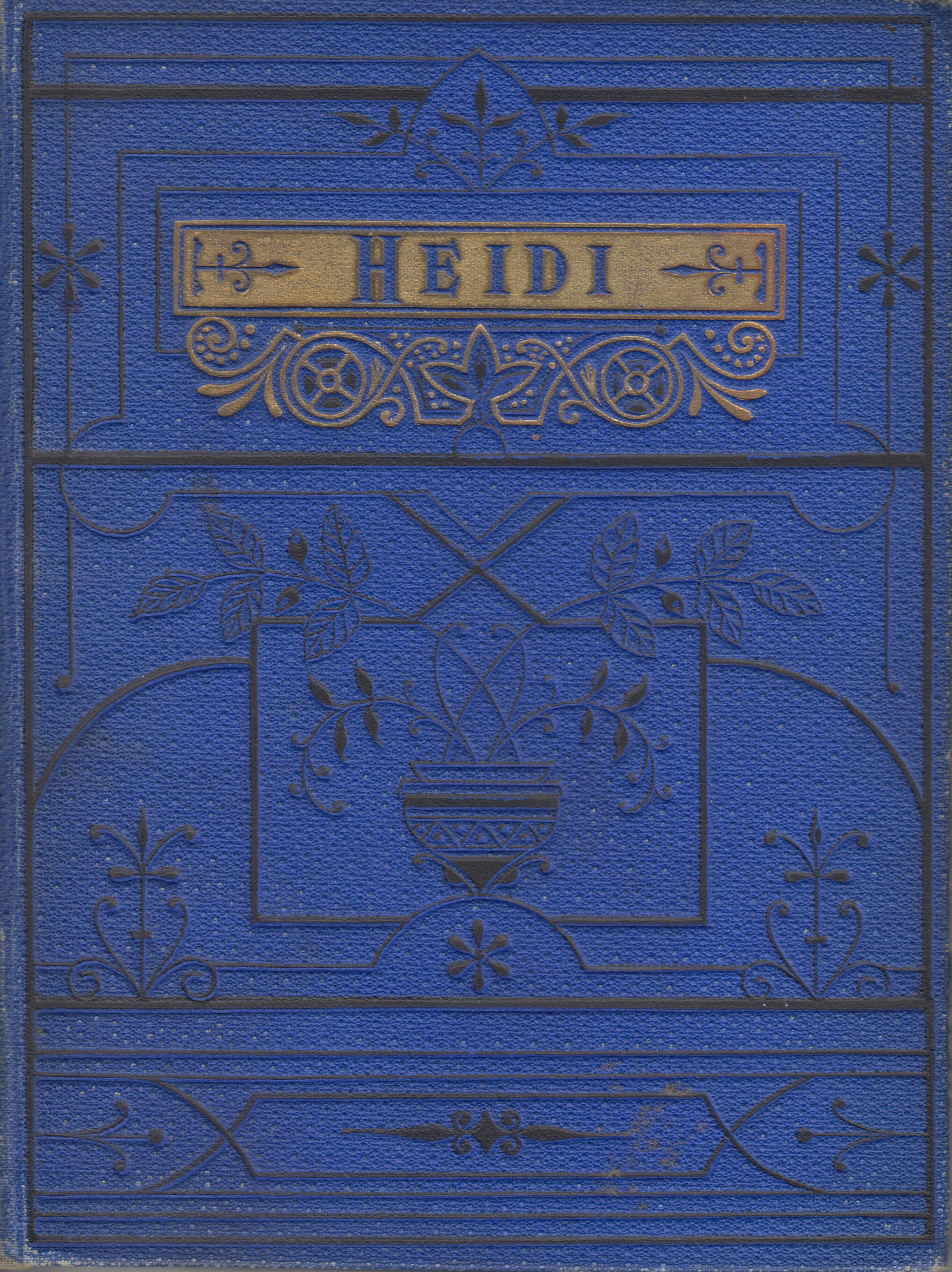
Norwegische Erstausgabe des ersten Heidi-Bandes von 1882

- 2011 – Sammlungen zu Jean-Jacques Rousseau, Genf und Neuenburg
- 2013 – Nachlass von Claude Nobs zum Montreux Jazz Festival
- 2015 – Bibliotheca Bodmeriana (1916–1971)
- 2017 – Aussagen indigener Völker bei den Vereinten Nationen aus den Jahren 1982 bis 2015
- 2017 – Dokumentenerbe im Stiftsarchiv der ehemaligen Abtei St. Gallen und in der Stiftsbibliothek St. Gallen.
- 2023 – Heidi- und Johanna-Spyri-Archive, Zürich
- 2025 – Friedrich Nietzsches literarischer Nachlass, Öffentliche Bibliothek der Universität Basel, Staatsarchiv Basel-Stadt, Nietzsche Haus in Sils Maria (gemeinsam mit Deutschland)

### SenegalSenegal
- 1997 – Sammlung Französisch-Westafrika (Afrique occidentale française), Nationalarchiv, Dakar
- 2015 – Sammlung von Schülerarbeiten der École normale William Ponty
- 2015 – Sammlung alter Postkarten aus Französisch-Westafrika (1900–1959), Nationalarchiv

### SerbienSerbien
- 2003 – Nikola-Tesla-Archiv, Belgrad
- 2005 – Miroslav-Evangelium (um 1180), Nationalbibliothek, Belgrad
- 2015 – Telegramm Österreich-Ungarns mit der Kriegserklärung an Serbien vom 28. Juli 1914, Nationalarchiv, Belgrad

### Sint MaartenSintMaarten
- 2017 – Route to Freedom: Eine Fallstudie darüber, wie versklavte Afrikaner auf der Insel mit den Staaten Sint Maarten und Saint Martin ihre Freiheit erlangten

### SimbabweSimbabwe
- 2015 – Juristische Dokumente zum Fall gegen die beiden Medien Nehanda und Kaguvi (April 1897)

### SlowakeiSlowakei
- 1997 – Illustrierte Codices der Bibliothek des Ordenshauses von Bratislava (Pressburg), Nationalarchiv, Bratislava
- 1997 – Basagic-Sammlung islamischer Manuskripte, Universitätsbibliothek, Bratislava
- 2007 – Karten der Bergwerke von Banská Štiavnica (1641–1918)

### SlowenienSlowenien
- 2007 – Codex Suprasliensis (Manuskripte in altkirchenslawischer Sprache), Slowenische National- und Universitätsbibliothek, Ljubljana (gemeinsam mit Polen und Russland)

### SpanienSpanien
- 2007 – Vertrag von Tordesillas, 1494, Archivo General de Indias, Sevilla (gemeinsam mit Portugal)
- 2009 – Kapitulationsurkunden von Santa Fé, 1490–1493, Archivo General de la Corona de Aragón, Barcelona
- 2013 – Decreta de León (1188), Dokumente zur ältesten dokumentarischen Manifestation des europäischen parlamentarischen Systems
- 2013 – Llibre del Sindicat Remença (1448)
- 2013 – Sammlung von Artefakten, die während der Keicho-Ära von Japan nach Europa gebracht wurden. (gemeinsam mit Japan)
- 2015 – Wörterlisten indigener Sprachen der Neuen Welt mit spanischer Übersetzung, Archivo General de Indias, Sevilla
- 2015 – Beatus, Werk des Beatus von Liébana zur Apokalypse. (gemeinsam mit Portugal)
- 2015 – Werk des Bernardino de Sahagún. (gemeinsam mit Mexiko und Italien)
- 2017 – Archive von Santiago Ramón y Cajal und der Spanischen Neurohistologischen Schule
- 2017 – Codex Calixtinus der Kathedrale von Santiago de Compostela und andere mittelalterliche Kopien des Liber Sancti Jacobi (Jakobsbuch): Der iberische Ursprung der Jakobstradition in Europa (gemeinsam mit Portugal)
- 2017 – Generalarchiv von Simancas
- 2023 – Königliche philanthropische Expedition zur Pockenimpfung, 1800–1820
- 2023 – Das Simón Ruiz-Archiv (Medina del Campo, Spanien)
- 2023 – Die erste Weltumsegelung von Fernão de Magalhães und Juan Sebastián Elcano (1519–1522) (gemeinsam mit Portugal)

### Sri LankaSri Lanka
- 2003 – Archive der Niederländischen Ostindienkompanie, Colombo (gemeinsam mit Indien, Indonesien, Niederlande, Südafrika)
- 2017 – Archiv zur Tsunamikatastrophe 2004 im Indischen Ozean (gemeinsam mit Indonesien)
- 2023 – Mahavamsa, die Große Chronik Sri Lankas (vom 6. Jahrhundert v. Chr. bis 1815 n. Chr.)

### Saint LuciaSt. Lucia
- 2009 – Dokumentation von und über Sir W. Arthur Lewis, 1915–1991
- 2011 – Dokumentensammlung The Silver Men über die Migration von Arbeitern von den westindischen Inseln beim Bau des Panamakanals (gemeinsam mit Barbados, Jamaika, Panama, dem Vereinigten Königreich und den Vereinigten Staaten)

### Saint Kitts NevisSt. Kitts und Nevis
- 2009 – Sklavenregister aus der Britischen Karibik, 1817–1834 (gemeinsam mit den Bahamas, Belize, Dominica, Jamaika, Trinidad und Tobago und dem Vereinigten Königreich)

### Saint Vincent GrenadinenSt.Vincent und die Grenadinen
- 2011 – Aufzeichnungen über die Kontraktarbeiter aus Britisch-Indien (gemeinsam mit Fidschi, Guyana, Suriname sowie Trinidad und Tobago)

### SudafrikaSüdafrika
- 1997 – Bleek-Sammlung, 17.–18. Jh., Universität Kapstadt / Südafrikanische Bibliothek, Kapstadt
- 2003 – Archive der Niederländischen Ostindienkompanie, Kapstadt (gemeinsam mit Indien, Indonesien, Niederlande, Sri Lanka)
- 2007 – Akten des Rivonia-Prozesses, 1960 (Staat vs. Nelson Mandela u. a.), Pretoria
- 2007 – Archivsammlung der südafrikanischen Freiheitsbewegung
- 2013 – Archive der Convention for a Democratic South Africa (CODESA) 1991–1992 und der Mehrparteienkonferenz 1993.

### Korea SudSüdkorea

Hunminjeongeum

- 1997 – Hunmin-Chongum-Manuskript, 1446, Kansong-Kunstmuseum, Seoul
- 1997 – Annalen der Joseon-Dynastie, auf Koreanisch: Chongjoksan Sagabon (조선왕조실록), 1392–1863, Seoul
- 2001 – Seungjeongwon Ilgi, die Tagebücher des Königlichen Sekretariats, 19.–20. Jh., Gyujanggak-Bibliothek und Staatsuniversität Seoul, Seoul
- 2001 – Buljo jikji simche yo jeol (vol.II). – der zweite Band der „Anthologie der Zen-Lehre bedeutender buddhistischer Priester“, 1377, Französische Nationalbibliothek, Paris
- 2007 – Tripitaka Koreana, die hölzernen Druckstöcke verschiedener buddhistischer Schriftstücke, 13. Jh., Haeinsa
- 2007 – Uigwe, die königlichen Protokolle der Joseon-Dynastie (조선왕조) (1392–1910)
- 2009 – Donguibogam, Prinzipien und Praktiken der östlichen Medizin zu Zeiten der Joseon-Dynastie (조선왕조), 1613
- 2011 – 5.18-Archiv – 518민주화운동기록관 Archiv über Demokratiebewegung des 18. Mai und dessen Aufstand in Gwangju gegen die Militärregierung
- 2011 – Ilseongnok, Aufzeichnungen täglicher Reflexionen während der Joseon-Dynastie (조선왕조) (1392–1910)
- 2013 – Nanjung Ilgi, das Kriegstagebuch des koreanischen Admiral Yi Sun-sin vom Ende des 16. Jahrhunderts
- 2013 – Saemaeul Undong, Archive der nationalweiten „Kampagne neues Dorf“ (wörtlich übersetzt: „Neu Dorf Kampagne“)
- 2015 – Isangajogeul Chatseumnida (이산가족을 찾습니다) „Finden getrennter Familien“ – Archiv der Sendungen des Korean Broadcasting System (KBS)
- 2015 – Konfuzianische hölzerne Druckstöcke in Korea
- 2017 – Königliche Siegel und Investiturbücher der Joseon-Dynastie (조선왕조) (1392–1910)
- 2017 – Staatsverschuldungstilgungsbewegung von Anfang des 20. Jahrhunderts (Archiv)
- 2017 – Joseon Tongsinsa
- 2023 – Archiv der Revolution vom 19. April
- 2023 – Archiv der Donghak-Bauernrevolution

### SurinameSuriname
- 2011 – Archive der Niederländischen Westindien-Kompanie (gemeinsam mit Brasilien, Ghana, Guyana, den Niederlanden, den Niederländischen Antillen, dem Vereinigten Königreich und den Vereinigten Staaten)
- 2011 – Archiv der Middelburgsche Commercie Compagnie (gemeinsam mit Curaçao und den Niederlanden)
- 2011 – Aufzeichnungen über die Kontraktarbeiter aus Britisch-Indien (gemeinsam mit Fidschi, Guyana, St. Vincent und die Grenadinen sowie Trinidad und Tobago)
- 2023 – Dokumentarisches Erbe der versklavten Bevölkerung der niederländischen Karibik und ihrer Nachkommen (1816–1969) (gemeinsam mit den Niederlanden)

## T

### TadschikistanTadschikistan
- 2003 – „Kulliyat“ von Ubayd Zakoni und „Gazalliyt“ von Hafez Sherozi: Manuskripte aus dem 14. Jahrhundert
- 2023 – Mawlanas Kulliyat (Das Gesamtwerk Mawlanas) (gemeinsam mit Bulgarien, Deutschland, Iran, Türkei und Usbekistan)

### TansaniaTansania
- 1997 – Deutsche Akten des Nationalarchivs, Nationalarchiv, Daressalam
- 2003 – Sammlung arabischer Manuskripte und Bücher

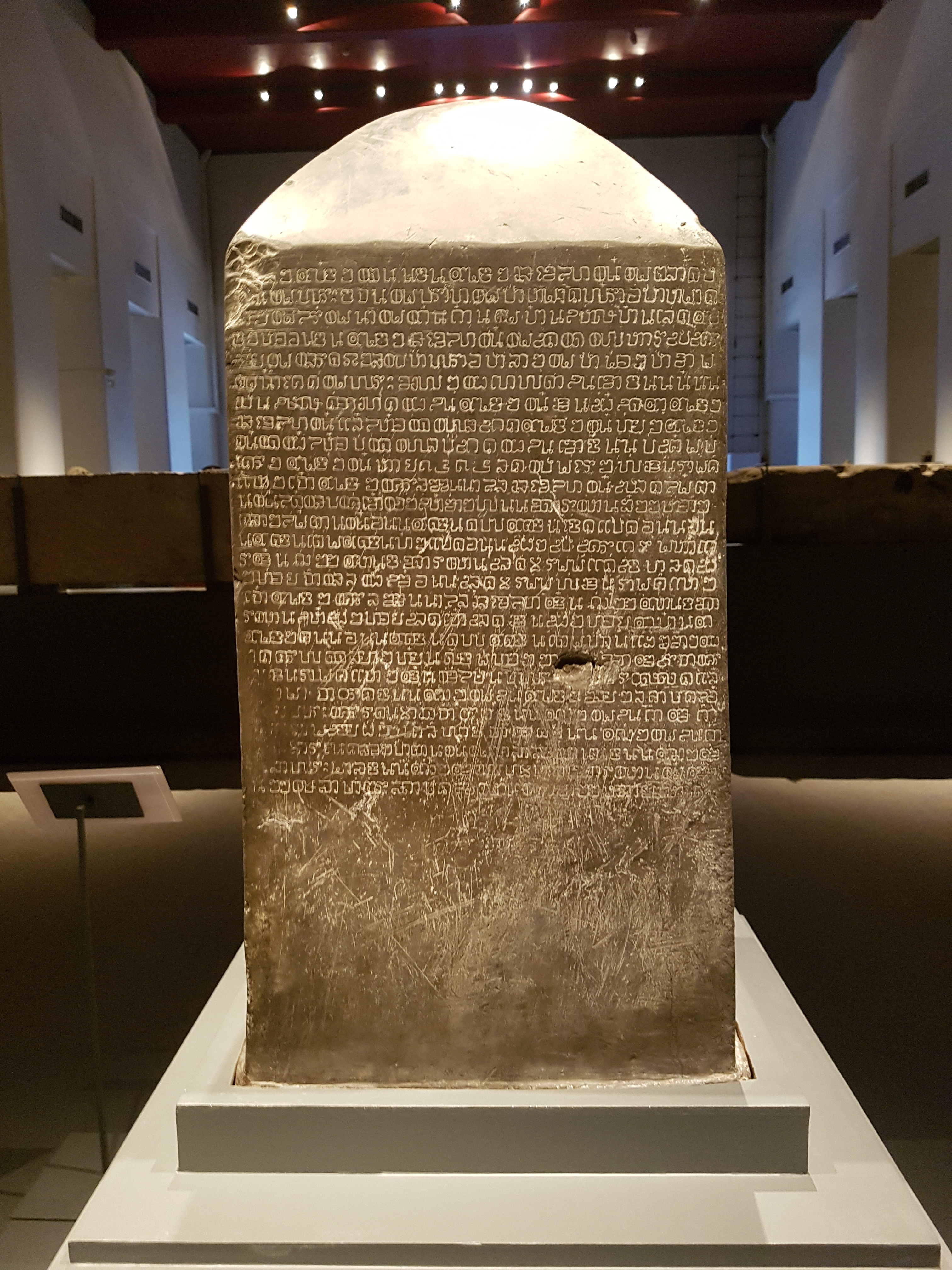
Silajaruek Pokhun Ramkhamhaeng, Nationalmuseum Bangkok

### ThailandThailand
- 2003 – Inschrift von König Ram Khamhaeng, 1292, heute im Nationalmuseum Bangkok
- 2009 – Archivarische Dokumente des Wandels von Siam durch König Chulalongkorn, 1868–1910
- 2011 – Epigraphisches Archiv in Wat Pho
- 2013 – Protokolle des Rats der Siam Society
- 2017 – Königliche Sammlung von Glasplattennegativen und Originaldrucken im Nationalarchiv von Bangkok
- 2023 – Nationale Sammlung von Palmblattmanuskripten der Chronik von Phra That Phanom

### Trinidad und TobagoTrinidad und Tobago
- 1997 – Derek-Walcott-Sammlung, Hauptbibliothek, West Indies Universität, St. Augustine
- 1999 – Eric-Eustace-Williams-Sammlung, 1956–1981, Hauptbibliothek, West Indies Universität, St. Augustine
- 2005 – Cyril-Lionel-Robert-James-Sammlung
- 2009 – Sklavenregister aus der Britischen Karibik, 1817–1834 (gemeinsam mit den Bahamas, Belize, Dominica, Jamaika, St. Kitts und Nevis und dem Vereinigten Königreich)
- 2011 – Aufzeichnungen über die Kontraktarbeiter aus Britisch-Indien (gemeinsam mit Fidschi, Guyana, Suriname sowie St. Vincent und die Grenadinen)
- 2011 – Constantine Collection; Sammlung von öffentlichen als auch privaten Dokumenten aus dem Leben von Learie Constantine

### TschechienTschechien
- 2007 – Manuskript-Sammlung aus Zeiten der tschechischen Reformation, Tschechische Nationalbibliothek, Prag
- 2007 – Sammlung der Zeitschriften russischer, ukrainischer und weißrussischer Emigranten 1918–1945, Tschechische Nationalbibliothek, Prag
- 2011 – Sammlung von 526 Universitätsthesen von 1637–1754, Tschechische Nationalbibliothek, Prag
- 2013 – Sammlung von Periodika in der Libri prohibiti, Prag
- 2015 – Lichtspiele von Émile Reynaud aus dem Jahr 1892. (gemeinsam mit Frankreich)
- 2017 – Archive des Komponisten Leoš Janáček
- 2017 – Königswarter Daguerreotypie
- 2017 – Karten von Giovanni Camocio über die Belagerung von Malta (1565) (gemeinsam mit Malta)
- 2023 – Molls Sammlung (Bernard Paul Moll)
- 2023 – Die Archive von Antonín Dvořák

### TunesienTunesien
- 2011 – Dokumente zur Freibeuterei und den internationalen Beziehungen der Regentschaft Tunis im 18. und 19. Jahrhundert
- 2017 – Dokumente zur Abschaffung der Sklaverei 1841–1846
- 2023 – Die Musikbestände im Archiv von Baron Rodolphe d'Erlanger (1910–1932)

### TurkeiTürkei
- 2001 – Hethitische Keilschriften aus Boğazkale, Archäologisches Museum, Istanbul / Museum für anatolische Zivilisationen, Ankara
- 2001 – Manuskripte des Kandili-Observatoriums und des Instituts für Erdbebenforschung, Boğaziçi-Universität, Kandili-Observatorium / Institut für Erdbebenforschung, Istanbul
- 2003 – Werke von Ibn Sina aus der Manuskript-Bibliothek Süleymaniye, 980–1038, Istanbul
- 2013 – Reisebuch (Seyahatnâme) von Evliya Çelebi, Süleymaniye-Manuskript-Bibliothek, Istanbul
- 2015 – Archiv der altassyrischen Händler von Kültepe
- 2017 – Diwan Lughat al-Turk (Sammlung der Sprachen der Türken) von Mahmūd al-Kāschgharī, Manuskriptkopie aus dem 13. Jahrhundert (verlorenes Original aus dem 11. Jahrhundert), Millet Manuscript Library, Istanbul
- 2017 – Karte des Piri Reis
- 2023 – Mawlanas Kulliyat (Das Gesamtwerk Mawlanas) (gemeinsam mit Bulgarien, Deutschland, Iran, Tadschikistan und Usbekistan)
- 2023 – Fotografiesammlung des Yildiz-Palastes
- 2023 – Die Sammlung von Kâtip Çelebi: Cihânnümâ und Kashf al-Zunun

### TurkmenistanTurkmenistan
- 2023 – Sammlung von Manuskripten von Magtymguly Fragi

## U

### UkraineUkraine
- 2005 – Sammlung jüdischer Folkloremusik auf Edison-Wachszylindern, 1912–1947, Wernadski-Nationalbibliothek, Kiew
- 2009 – Radziwiłł-Archive und Sammlung der Bibliothek Njaswisch (Nieśwież), 15.–20. Jh. (gemeinsam mit Finnland, Litauen, Polen, Russland und Belarus)
- 2017 – Dokument zur Gründung der Union von Lublin (zusammen mit Litauen, Polen, Lettland und Belarus)
- 2017 – Sammlung zur Nuklearkatastrophe von Tschernobyl im Staatsarchiv der Ukraine
- 2023 – Dokumentarisches Erbe von Babyn Yar

### UngarnUngarn
- 2001 – Karl Tihanys Patentantrag „Radioskop“ (1926), Ungarisches Staatsarchiv, Budapest
- 2005 – Renaissance-Bibliothek des Mathias Corvinus – Bibliotheca Corviniana (15. Jahrhundert), Budapest (gemeinsam mit Belgien, Deutschland, Frankreich, Italien, Österreich)
- 2007 – Landkarte „Tabula Hungarie“, 1528, Széchényi-Nationalbibliothek, Budapest (gemeinsam mit Kroatien)
- 2009 – Csoma-Archiv der Bibliothek der Ungarischen Akademie der Wissenschaften
- 2009 – János Bolyai: Appendix, scientiam spatii absolute veram exhibens. Maros-Vásárhelyini, 1832
- 2013 – Entdeckungen von Ignaz Semmelweis aus den Jahren 1847–1861
- 2015 – Drei Dokumente zur Arbeit von Loránd Eötvös

### UruguayUruguay
- 2003 – Originalaufnahmen des Tango-Sängers Carlos Gardel, 1913–1935, Horacio-Loriente-Sammlung
- 2015 – Ikonographische und kartographische Darstellungen des Tripel-Allianz-Kriegs (gemeinsam mit Brasilien)
- 2015 – Fundo Comitê de Defesa dos Direitos Humanos para os Países do Cone Sul (CLAMOR) – Dokumente zum Komitee zur Verteidigung der Menschenrechte im Südkegel (gemeinsam mit Brasilien)
- 2023 – Fotoarchiv der Zeitung „El Popular“

### UsbekistanUsbekistan
- 1997 – Älteste Koranabschrift des Kalifen Osman, 644–656, Muslimischer Rat Usbekistans, Taschkent
- 1997 – Sammlung des Al-Bīrūnī-Instituts für Orientalistik, Akademie der Wissenschaften, Taschkent
- 2017 – Archive der Kanzlei der Khane im Khanat Chiwa
- 2023 – Mawlanas Kulliyat (Das Gesamtwerk Mawlanas) (gemeinsam mit Bulgarien, Deutschland, Iran, Tadschikistan und Türkei)
- 2023 – Das Qushbegi-Kanzleramt des Emirats Buchara

## V

### VanuatuVanuatu
- 2013 – A. Bernard Deacons Sammlung MS 90–98 aus dem Jahr 1926, Aufzeichnungen über die Völker auf Malakula und den Neuen Hebriden (gemeinsam mit dem Vereinigten Königreich)

### VenezuelaVenezuela
- 1997 – „Escritos del Libertador“ – Schriften des Freiheitskämpfers Simón Bolívar, 19. Jh., Archivo General de la Nación de Venezuela (Nationalarchiv), Caracas
- 1997 – Sammlung lateinamerikanischer Fotografien aus dem 19. Jahrhundert, Nationalbibliothek, Caracas
- 2007 – Sammlung von Francisco de Miranda, 18.–19. Jh., Nationalakademie für Geschichte, Caracas

### Vereinigtes KonigreichVereinigtes Königreich
- 2005 – Radioübertragung des Aufrufs Charles de Gaulles zum französischen Widerstand gegen die deutsche Invasion, 18. Juni 1940 (der Appell vom 18. Juni) (gemeinsam mit Frankreich)
- 2005 – „Die Schlacht an der Somme“ (1916): Film über die Schlacht an der Somme, Imperial War Museum, London
- 2007 – Hereford-Weltkarte, 1285–1295, Hereford Cathedral, Hereford
- 2009 – Magna Carta, herausgegeben 1215
- 2009 – Sklavenregister aus der Britischen Karibik, 1817–1834 (gemeinsam mit den Bahamas, Belize, Dominica, Jamaika, St. Kitts und Nevis und Trinidad und Tobago)
- 2011 – Archive der Niederländischen Westindien-Kompanie (gemeinsam mit Brasilien, Ghana, Guyana, den Niederlanden, den Niederländischen Antillen, Suriname und den Vereinigten Staaten)
- 2011 – Historisch-Ethnografische Feldaufnahmen aus den Jahren 1898 bis 1915 in der British Library⋅
- 2011 – Dokumentensammlung The Silver Men über die Migration von Arbeitern von den westindischen Inseln beim Bau des Panamakanals (gemeinsam mit Barbados, Jamaika, Panama, Saint Lucia und den Vereinigten Staaten)
- 2013 – Manuskriptensammlung zum Werk Der Recke im Tigerfell von Schota Rustaweli (gemeinsam mit Georgien)
- 2013 – Mitgliederarchiv der Institution of Civil Engineers in London
- 2013 – A. Bernard Deacons Sammlung MS 90–98 aus dem Jahr 1926, Aufzeichnungen über die Völker auf Malakula und den Neuen Hebriden (gemeinsam mit Vanuatu)
- 2015 – Persönliches Archiv von Winston Churchill
- 2015 – Persönliches Tagebuch von Douglas Haig aus der Zeit des Ersten Weltkriegs, National Library of Scotland, Edinburgh
- 2015 – Goldener Brief von 1756, Gottfried Wilhelm Leibniz Bibliothek – Niedersächsische Landesbibliothek, Hannover (gemeinsam mit Deutschland und Myanmar)
- 2016 – The West India Committee collection; Archivbestand des Wohlfahrtsverbands 'West India Committee' (gemeinsam mit Anguilla, Antigua und Barbuda, Jamaika und Montserrat)
- 2017 – An African Song or Chant from Barbados (gemeinsam mit Barbados)
- 2017 – Evangeliar von Zar Ivan Alexander (zusammen mit Bulgarien)
- 2017 – Archiv von Gertrude Bell
- 2017 – Manuskripte zu den Geschichten des Prinzen Panji (gemeinsam mit Kambodscha, den Niederlanden, Malaysia und Indonesien)
- 2017 – Persönliches Archiv von George Orwell
- 2017 – Philosophischer Nachlass Ludwig Wittgensteins (gemeinsam mit Kanada, den Niederlanden und Österreich)
- 2017 – Dokumente aus dem Leben von William Shakespeare (gemeinsam mit den Vereinigten Staaten)
- 2023 – Die illuminierten Manuskripte der Hofschule Karls des Großen (gemeinsam mit Deutschland, Frankreich, Österreich und Rumänien)

### Vereinigte StaatenVereinigte Staaten
- 2005 – Waldseemüllerkarte von 1507, seit 2003 im Besitz der Library of Congress, Washington, D.C. (gemeinsam mit Deutschland)
- 2007 – „Der Zauberer von Oz (1939)“, eines der herausragendsten Werke der Filmgeschichte
- 2009 – John Marshall Ju/'hoan Bushman Filmsammlung, 1950–2000
- 2011 – Archive der Niederländischen Westindien-Kompanie (gemeinsam mit Brasilien, Ghana, Guyana, den Niederlanden, den Niederländischen Antillen, Suriname und dem Vereinigten Königreich)
- 2011 – Dokumentensammlung The Silver Men über die Migration von Arbeitern von den westindischen Inseln beim Bau des Panamakanals (gemeinsam mit Barbados, Jamaika, Panama, Saint Lucia und dem Vereinigten Königreich)
- 2011 – Aufzeichnungen/Daten des Landsat-Programmes
- 2013 – Manuskripte und audiovisuelle Zeugnisse von Eleanor Roosevelt
- 2015 – Moses and Frances Asch Collection, Smithsonian Center for Folklife and Cultural Heritage, Washington, D.C.
- 2017 – Schriftlicher Nachlass von Aletta Jacobs, einer niederländischen Frauenrechtlerin (zusammen mit den Niederlanden)
- 2017 – Dokumente aus dem Leben von William Shakespeare (gemeinsam mit dem Vereinigten Königreich)
- 2017 – The Villa Ocampo Documentation Center, Privatbibliothek und Archivalien der Schriftstellerin Victoria Ocampo (gemeinsam mit Argentinien)

### VietnamVietnam

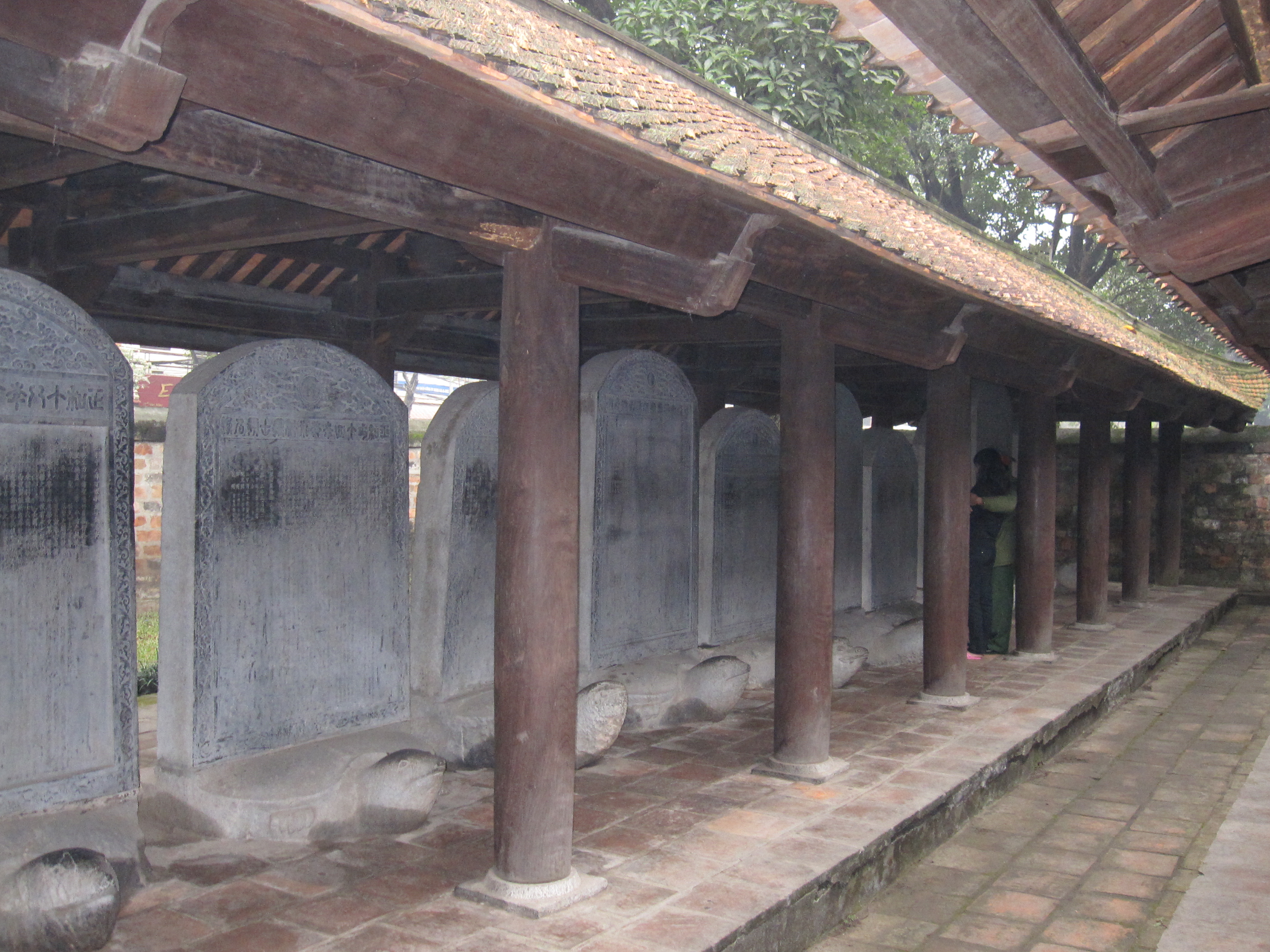
Doctor’s Steles of Le – Mac Dynasties, Văn Miếu

- 2009 – Druckholzstöcke der Nguyễn-Dynastie
- 2010 – Doctor’s Steles of Le – Mac Dynasties in Văn Miếu-Quoc Tu Giam, Hanoi. Stelen der Namen der Absolventen kaiserlicher Prüfungen im Literaturtempel Hanois
- 2017 – Kaiserliches Archiv der Nguyễn-Dynastie

## Keinem Staat zugeordnet
- 2007 – Archiv der Internationalen Agentur für Kriegsgefangene, 1914–1923, Internationales Rotkreuz- und Rothalbmondmuseum, Genf
- 2007 – Christopher-Okigbo-Sammlung, 1932–1967
- 2009 – Archiv des Völkerbundes, 1919–1946, Büro der Vereinten Nationen in Genf
- 2009 – UNRWA – Foto- und Filmarchive der palästinensischen Flüchtlinge
- 2013 – Archive des Internationalen Suchdienstes (ITS), Bad Arolsen
- 2015 – Erste Aufzeichnung einer menschlichen Stimme durch Édouard-Léon Scott de Martinville im Archiv der Association for Recorded Sound Collections (ARSC)
- 2023 – Die Grammophonplatten und Papiere des EMI Archive Trust, 1897–1914 bei Internationale Vereinigung der Schall- und audiovisuellen Archive (IASA)
- 2023 – Schlüsseldokumente für Gehörlosengemeinschaften: Der Mailänder Kongress, 1880 (Weltverband der Gehörlosen (WFD))